# Индикаторы устойчивого развития
Индика́тор усто́йчивого разви́тия (англ. index of sustainable development) — показатель (выводимый из первичных данных, которые обычно нельзя использовать для интерпретации изменений), позволяющий судить о состоянии или изменении экономических, социальных или экологических переменных. Основной целью введения индексов является оценка ситуации или события для прогноза развития сложившейся ситуации и разработки решений существующих проблем. На сегодняшний день отсутствуют обоснованные количественные критерии, позволяющие измерять степень устойчивости развития государств, отдельных регионов и территорий.
Выделяют два подхода к построению индексов и индикаторов:
1. Построение системы индикаторов, с помощью которых можно судить об отдельных аспектах развития: экологических, социальных, экономических и др.
2. Построение интегральных, агрегированных индексов, с помощью которых можно комплексно судить о развитии страны (или региона). Основная трудность при агрегировании информации в индексы состоит в определении весов исходных показателей без утраты значимости и без излишней субъективности. Обычно агрегированные показатели подразделяются на следующие группы:

- социально-экономические;
- эколого-экономические;
- социально-экологические;
- эколого-социо-экономические.[2]

## Системы индикаторов устойчивого развития

### Системы индикаторов ОЭСР

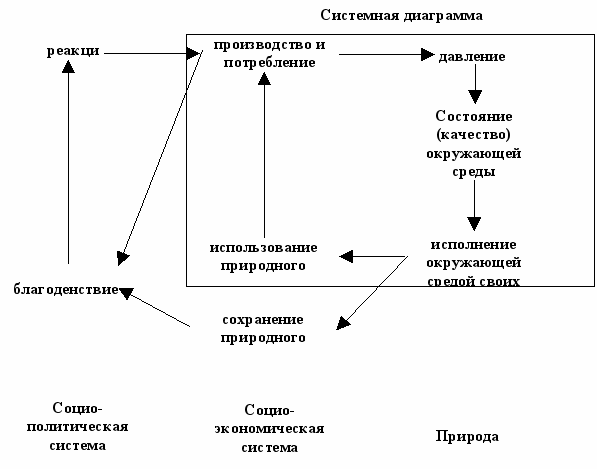
Схема модели «давление-состояние-реакция»

Широкое признание в мире получила система эко-индикаторов Организации экономического сотрудничества и развития (ОЭСР). Они подразделяются на несколько типов:
1. набор экологических показателей для оценки эффективности деятельности в области охраны окружающей среды;
2. несколько наборов отраслевых показателей для обеспечения интеграции природоохранных вопросов в отраслевую политику;
3. набор показателей, выводимых из природоохранной отчетности — для обеспечения как включения природоохранных вопросов в отраслевую политику, так и для обеспечения устойчивости управления и использования природных ресурсов.

Система индикаторов ОЭСР объясняет взаимосвязи между экономикой и защитой окружающей среды, выявляет экономико-экологические и социально-экологические взаимосвязи.
Система индикаторов ОЭСР представляет собой модель "давление-состояние-реакция (ДСР). Модель ДСР работает следующим образом: человек своей деятельностью оказывает «давление» на окружающую среду и изменяет количество и качество природных ресурсов («состояние»); общество реагирует на эти изменения путём изменения государственной политики, изменениями общественного сознании и поведения («реакция на давление»).

### Системы индикаторов КУР ООН
Одна из самых полных по охвату систем индикаторов устойчивого развития (ИУР) разработана Комиссией ООН по устойчивому развитию. Индикаторы разбиты на основные группы:
- индикаторы социальных аспектов устойчивого развития;
- индикаторы экономических аспектов устойчивого развития;
- индикаторы экологических аспектов устойчивого развития (включая характеристики воды, суши, атмосферы, других природных ресурсов, а также отходов);
- индикаторы институциональных аспектов устойчивого развития (программирование и планирование политики, научные разработки, международные правовые инструменты, информационное обеспечение, усиление роли основных групп населения).

Предложенные в проекте индикаторы требуют специальных преобразований, приспособления к конкретным условиям, а в некоторых случаях — расширения для отдельных стран. Индикаторы разбиты на три категории с учетом их целевой направленности:
- индикаторы — движущая сила, характеризующие человеческую деятельность, процессы и характеристики, которые влияют на устойчивое развитие;
- индикаторы состояния, характеризующие текущее состояние различных аспектов устойчивого развития;
- индикаторы реагирования, позволяющие осуществлять политический или какой-либо другой способ реагирования для изменения текущего состояния.

Таблица индикаторов, принятых на период до 2030 года:
| Цель | Цель | Раздел                                                | Раздел | Показатель     | Показатель |
| ---- | --- | ----------------------------------------------------- | --- | -------------- | --- |
| 1    | Повсеместная ликвидация нищеты во всех ее формах | 1.1                                                   | К 2030 году ликвидировать крайнюю нищету для всех людей во всем мире (в настоящее время крайняя нищета определяется как проживание на сумму менее чем 1,25 долл. США в день) | 1.1.1          | Доля населения, живущего за международной чертой бедности, в разбивке по полу, возрасту, статусу занятости и месту проживания (городское/сельское) |
| 1    | Повсеместная ликвидация нищеты во всех ее формах | 1.2                                                   | К 2030 году сократить долю мужчин, женщин и детей всех возрастов, живущих в нищете во всех ее проявлениях, согласно национальным определениям, по крайней мере наполовину | 1.2.1          | Доля населения страны, живущего за официальной чертой бедности, в разбивке по полу и возрасту |
| 1    | Повсеместная ликвидация нищеты во всех ее формах | 1.2                                                   | К 2030 году сократить долю мужчин, женщин и детей всех возрастов, живущих в нищете во всех ее проявлениях, согласно национальным определениям, по крайней мере наполовину | 1.2.2          | Доля мужчин, женщин и детей всех возрастов, живущих в нищете во всех ее проявлениях, согласно национальным определениям |
| 1    | Повсеместная ликвидация нищеты во всех ее формах | 1.3                                                   | Внедрить на национальном уровне надлежащие системы и меры социальной защиты для всех, включая установление минимальных уровней, и к 2030 году достичь существенного охвата бедных и уязвимых слоев населения | 1.3.1          | Доля населения, охватываемого минимальным уровнем/системами социальной защиты, в разбивке по полу, с выделением детей, безработных, пожилых, инвалидов, беременных, новорожденных, лиц, получивших трудовое увечье, и бедных и уязвимых |
| 1    | Повсеместная ликвидация нищеты во всех ее формах | 1.4                                                   | К 2030 году обеспечить, чтобы все мужчины и женщины, особенно малоимущие и уязвимые, имели равные права на экономические ресурсы, а также доступ к базовым услугам, владению и распоряжению землей и другими формами собственности, наследуемому имуществу, природным ресурсам, соответствующим новым технологиям и финансовым услугам, включая микрофинансирование | 1.4.1          | Доля населения, живущего в домохозяйствах с доступом к базовым услугам |
| 1    | Повсеместная ликвидация нищеты во всех ее формах | 1.4                                                   | К 2030 году обеспечить, чтобы все мужчины и женщины, особенно малоимущие и уязвимые, имели равные права на экономические ресурсы, а также доступ к базовым услугам, владению и распоряжению землей и другими формами собственности, наследуемому имуществу, природным ресурсам, соответствующим новым технологиям и финансовым услугам, включая микрофинансирование | 1.4.2          | Доля совокупного взрослого населения, обладающего гарантированными правами землевладения, a) которые подтверждены признанными законом документами, и b) считающего свои права на землю гарантированными, в разбивке по полу и по формам землевладения |
| 1    | Повсеместная ликвидация нищеты во всех ее формах | 1.5                                                   | К 2030 году повысить жизнестойкость малоимущих и лиц, находящихся в уязвимом положении, и уменьшить их незащищенность и уязвимость перед вызванными изменением климата экстремальными явлениями и другими экономическими, социальными и экологическими потрясениями и бедствиями | 1.5.1          | Число погибших, пропавших без вести и пострадавших непосредственно в результате бедствий на 100 000 человек |
| 1    | Повсеместная ликвидация нищеты во всех ее формах | 1.5                                                   | К 2030 году повысить жизнестойкость малоимущих и лиц, находящихся в уязвимом положении, и уменьшить их незащищенность и уязвимость перед вызванными изменением климата экстремальными явлениями и другими экономическими, социальными и экологическими потрясениями и бедствиями | 1.5.2          | Прямые экономические потери от бедствий в процентном отношении к мировому валовому внутреннему продукту (ВВП) |
| 1    | Повсеместная ликвидация нищеты во всех ее формах | 1.5                                                   | К 2030 году повысить жизнестойкость малоимущих и лиц, находящихся в уязвимом положении, и уменьшить их незащищенность и уязвимость перед вызванными изменением климата экстремальными явлениями и другими экономическими, социальными и экологическими потрясениями и бедствиями | 1.5.3          | Число стран, принявших и осуществляющих национальные стратегии снижения риска бедствий в соответствии с Сендайской рамочной программой по снижению риска бедствий на 2015—2030 годы |
| 1    | Повсеместная ликвидация нищеты во всех ее формах | 1.5                                                   | К 2030 году повысить жизнестойкость малоимущих и лиц, находящихся в уязвимом положении, и уменьшить их незащищенность и уязвимость перед вызванными изменением климата экстремальными явлениями и другими экономическими, социальными и экологическими потрясениями и бедствиями | 1.5.4          | Доля местных органов власти, принявших и осуществляющих местные стратегии снижения риска бедствий в соответствии с национальными стратегиями снижения риска бедствий |
| 1    | Повсеместная ликвидация нищеты во всех ее формах | 1.a                                                   | Обеспечить мобилизацию значительных ресурсов из самых разных источников, в том числе на основе активизации сотрудничества в целях развития, с тем чтобы предоставить развивающимся странам, особенно наименее развитым странам, достаточные и предсказуемые средства для осуществления программ и стратегий по ликвидации нищеты во всех ее формах | 1.a.1          | Доля ресурсов, выделенных правительством непосредственно на программы по сокращению масштабов нищеты |
| 1    | Повсеместная ликвидация нищеты во всех ее формах | 1.a                                                   | Обеспечить мобилизацию значительных ресурсов из самых разных источников, в том числе на основе активизации сотрудничества в целях развития, с тем чтобы предоставить развивающимся странам, особенно наименее развитым странам, достаточные и предсказуемые средства для осуществления программ и стратегий по ликвидации нищеты во всех ее формах | 1.a.2          | Доля расходов на основные услуги (образование, здравоохранение и социальную защиту) в общей сумме государственных расходов |
| 1    | Повсеместная ликвидация нищеты во всех ее формах | 1.a                                                   | Обеспечить мобилизацию значительных ресурсов из самых разных источников, в том числе на основе активизации сотрудничества в целях развития, с тем чтобы предоставить развивающимся странам, особенно наименее развитым странам, достаточные и предсказуемые средства для осуществления программ и стратегий по ликвидации нищеты во всех ее формах | 1.a.3          | Суммарный объем субсидий и не образующего задолженности притока средств, непосредственно выделяемых на программы сокращения масштабов нищеты, в процентном отношении к ВВП |
| 1    | Повсеместная ликвидация нищеты во всех ее формах | 1.b                                                   | Создать на национальном, региональном и международном уровнях надежные стратегические механизмы, в основе которых лежали бы стратегии развития, учитывающие интересы бедноты и гендерные аспекты, для содействия ускоренному инвестированию в мероприятия по ликвидации нищеты | 1.b.1          | Доля текущих и капитальных государственных расходов в секторах, которые приносят преимущественную выгоду женщинам, бедным и уязвимым группам населения |
| 2    | Ликвидация голода, обеспечение продовольственной безопасности и улучшение питания и содействие устойчивому развитию сельского хозяйства | 2.1                                                   | К 2030 году покончить с голодом и обеспечить всем, особенно малоимущим и уязвимым группам населения, включая младенцев, круглогодичный доступ к безопасной, питательной и достаточной пище | 2.1.1          | Распространенность недоедания |
| 2    | Ликвидация голода, обеспечение продовольственной безопасности и улучшение питания и содействие устойчивому развитию сельского хозяйства | 2.1                                                   | К 2030 году покончить с голодом и обеспечить всем, особенно малоимущим и уязвимым группам населения, включая младенцев, круглогодичный доступ к безопасной, питательной и достаточной пище | 2.1.2          | Уровень умеренного или острого отсутствия продовольственной безопасности населения (по «Шкале восприятия отсутствия продовольственной безопасности») |
| 2    | Ликвидация голода, обеспечение продовольственной безопасности и улучшение питания и содействие устойчивому развитию сельского хозяйства | 2.2                                                   | К 2030 году покончить со всеми формами недоедания, в том числе достичь к 2025 году согласованных на международном уровне целевых показателей, касающихся борьбы с задержкой роста и истощением у детей в возрасте до пяти лет, и удовлетворять потребности в питании девочек подросткового возраста, беременных и кормящих женщин и пожилых людей | 2.2.1          | Распространенность задержки роста среди детей в возрасте до пяти лет (среднеквадратичное отклонение от медианного показателя роста к возрасту ребенка в соответствии с нормами роста детей, установленными Всемирной организацией здравоохранения (ВОЗ), ←2) |
| 2    | Ликвидация голода, обеспечение продовольственной безопасности и улучшение питания и содействие устойчивому развитию сельского хозяйства | 2.2                                                   | К 2030 году покончить со всеми формами недоедания, в том числе достичь к 2025 году согласованных на международном уровне целевых показателей, касающихся борьбы с задержкой роста и истощением у детей в возрасте до пяти лет, и удовлетворять потребности в питании девочек подросткового возраста, беременных и кормящих женщин и пожилых людей | 2.2.2          | Распространенность неполноценного питания среди детей в возрасте до пяти лет в разбивке по виду (истощение или ожирение) (среднеквадратичное отклонение от медианного показателя веса к возрасту в соответствии с нормами роста детей, установленными ВОЗ, >+2 или <-2) |
| 2    | Ликвидация голода, обеспечение продовольственной безопасности и улучшение питания и содействие устойчивому развитию сельского хозяйства | 2.3                                                   | К 2030 году удвоить продуктивность сельского хозяйства и доходы мелких производителей продовольствия, в частности женщин, представителей коренных народов, фермерских семейных хозяйств, скотоводов и рыбаков, в том числе посредством обеспечения гарантированного и равного доступа к земле, другим производственным ресурсам и факторам сельскохозяйственного производства, знаниям, финансовым услугам, рынкам и возможностям для увеличения добавленной стоимости и занятости в несельскохозяйственных секторах | 2.3.1          | Объем производства на производственную единицу в разбивке по классам размера предприятий фермерского хозяйства/скотоводства/лесного хозяйства |
| 2    | Ликвидация голода, обеспечение продовольственной безопасности и улучшение питания и содействие устойчивому развитию сельского хозяйства | 2.3                                                   | К 2030 году удвоить продуктивность сельского хозяйства и доходы мелких производителей продовольствия, в частности женщин, представителей коренных народов, фермерских семейных хозяйств, скотоводов и рыбаков, в том числе посредством обеспечения гарантированного и равного доступа к земле, другим производственным ресурсам и факторам сельскохозяйственного производства, знаниям, финансовым услугам, рынкам и возможностям для увеличения добавленной стоимости и занятости в несельскохозяйственных секторах | 2.3.2          | Средний доход мелких производителей продовольственной продукции в разбивке по полу и статусу принадлежности к коренным народам |
| 2    | Ликвидация голода, обеспечение продовольственной безопасности и улучшение питания и содействие устойчивому развитию сельского хозяйства | 2.4                                                   | К 2030 году обеспечить создание устойчивых систем производства продуктов питания и внедрить методы ведения сельского хозяйства, которые позволяют повысить жизнестойкость и продуктивность и увеличить объемы производства, способствуют сохранению экосистем, укрепляют способность адаптироваться к изменению климата, экстремальным погодным явлениям, засухам, наводнениям и другим бедствиям и постепенно улучшают качество земель и почв | 2.4.1          | Доля площади сельскохозяйственных угодий, на которых применяются продуктивные и неистощительные методы ведения сельского хозяйства |
| 2    | Ликвидация голода, обеспечение продовольственной безопасности и улучшение питания и содействие устойчивому развитию сельского хозяйства | 2.5                                                   | К 2020 году обеспечить сохранение генетического разнообразия семян и культивируемых растений, а также сельскохозяйственных и домашних животных и их соответствующих диких видов, в том числе посредством надлежащего содержания разнообразных банков семян и растений на национальном, региональном и международном уровнях, и содействовать расширению доступа к генетическим ресурсам и связанным с ними традиционным знаниям и совместному использованию на справедливой и равной основе выгод от их применения на согласованных на международном уровне условиях | 2.5.1          | Количество генетических ресурсов растительного и зоологического происхождения, предназначенных для производства продовольствия и сельского хозяйства, которые хранятся на специальных объектах либо среднесрочного, либо долгосрочного хранения |
| 2    | Ликвидация голода, обеспечение продовольственной безопасности и улучшение питания и содействие устойчивому развитию сельского хозяйства | 2.5                                                   | К 2020 году обеспечить сохранение генетического разнообразия семян и культивируемых растений, а также сельскохозяйственных и домашних животных и их соответствующих диких видов, в том числе посредством надлежащего содержания разнообразных банков семян и растений на национальном, региональном и международном уровнях, и содействовать расширению доступа к генетическим ресурсам и связанным с ними традиционным знаниям и совместному использованию на справедливой и равной основе выгод от их применения на согласованных на международном уровне условиях | 2.5.2          | Доля местных пород, относимых к следующим категориям: находящиеся под угрозой исчезновения; не находящиеся под угрозой исчезновения; уровень угрозы исчезновения не известен |
| 2    | Ликвидация голода, обеспечение продовольственной безопасности и улучшение питания и содействие устойчивому развитию сельского хозяйства | 2.a                                                   | Увеличить инвестирование, в том числе посредством активизации международного сотрудничества, в сельскую инфраструктуру, сельскохозяйственные исследования и агропропаганду, развитие технологий и создание генетических банков растений и животных в целях укрепления потенциала развивающихся стран, особенно наименее развитых стран, в области сельскохозяйственного производства | 2.a.1          | Индекс ориентированности на сельское хозяйство, определяемый по структуре государственных расходов |
| 2    | Ликвидация голода, обеспечение продовольственной безопасности и улучшение питания и содействие устойчивому развитию сельского хозяйства | 2.a                                                   | Увеличить инвестирование, в том числе посредством активизации международного сотрудничества, в сельскую инфраструктуру, сельскохозяйственные исследования и агропропаганду, развитие технологий и создание генетических банков растений и животных в целях укрепления потенциала развивающихся стран, особенно наименее развитых стран, в области сельскохозяйственного производства | 2.a.2          | Совокупный приток официальных средств (официальная помощь в целях развития плюс прочие потоки официальных средств) в сельское хозяйство |
| 2    | Ликвидация голода, обеспечение продовольственной безопасности и улучшение питания и содействие устойчивому развитию сельского хозяйства | 2.b                                                   | Устранять и пресекать введение торговых ограничений и возникновение искажений на мировых рынках сельскохозяйственной продукции, в том числе посредством параллельной ликвидации всех форм субсидирования экспорта сельскохозяйственной продукции и всех экспортных мер, имеющих аналогичные последствия, в соответствии с мандатом Дохинского раунда переговоров по вопросам развития | 2.b.1          | Субсидирование экспорта сельскохозяйственной продукции |
| 2.c  | Принять меры для обеспечения надлежащего функционирования рынков продовольственных товаров и продукции их переработки и содействовать своевременному доступу к рыночной информации, в том числе о продовольственных резервах, с целью помочь ограничить чрезмерную волатильность цен на продовольствие | 2.c.1                                                 | Показатель ценовых аномалий на рынке продовольствия |                | |
| 3    | Обеспечение здорового образа жизни и содействие благополучию для всех в любом возрасте | 3.1                                                   | К 2030 году снизить глобальный коэффициент материнской смертности до менее 70 случаев на 100 000 живорождений | 3.1.1          | Коэффициент материнской смертности |
| 3    | Обеспечение здорового образа жизни и содействие благополучию для всех в любом возрасте | 3.1                                                   | К 2030 году снизить глобальный коэффициент материнской смертности до менее 70 случаев на 100 000 живорождений | 3.1.2          | Доля родов, принятых квалифицированными медицинскими работниками |
| 3    | Обеспечение здорового образа жизни и содействие благополучию для всех в любом возрасте | 3.2                                                   | К 2030 году положить конец предотвратимой смертности новорожденных и детей в возрасте до пяти лет, при этом все страны должны стремиться уменьшить неонатальную смертность до не более 12 случаев на 1000 живорождений, а смертность в возрасте до пяти лет до не более 25 случаев на 1000 живорождений | 3.2.1          | Коэффициент смертности детей в возрасте до пяти лет |
| 3    | Обеспечение здорового образа жизни и содействие благополучию для всех в любом возрасте | 3.2                                                   | К 2030 году положить конец предотвратимой смертности новорожденных и детей в возрасте до пяти лет, при этом все страны должны стремиться уменьшить неонатальную смертность до не более 12 случаев на 1000 живорождений, а смертность в возрасте до пяти лет до не более 25 случаев на 1000 живорождений | 3.2.2          | Коэффициент неонатальной смертности |
| 3    | Обеспечение здорового образа жизни и содействие благополучию для всех в любом возрасте | 3.3                                                   | К 2030 году положить конец эпидемиям СПИДа, туберкулеза, малярии и тропических болезней, которым не уделяется должного внимания, и обеспечить борьбу с гепатитом, заболеваниями, передаваемыми через воду, и другими инфекционными заболеваниями | 3.3.1          | Число новых заражений ВИЧ на 1000 неинфицированных в разбивке по полу, возрасту и принадлежности к основным группам населения |
| 3    | Обеспечение здорового образа жизни и содействие благополучию для всех в любом возрасте | 3.3                                                   | К 2030 году положить конец эпидемиям СПИДа, туберкулеза, малярии и тропических болезней, которым не уделяется должного внимания, и обеспечить борьбу с гепатитом, заболеваниями, передаваемыми через воду, и другими инфекционными заболеваниями | 3.3.2          | Заболеваемость туберкулезом на 100 000 человек |
| 3    | Обеспечение здорового образа жизни и содействие благополучию для всех в любом возрасте | 3.3                                                   | К 2030 году положить конец эпидемиям СПИДа, туберкулеза, малярии и тропических болезней, которым не уделяется должного внимания, и обеспечить борьбу с гепатитом, заболеваниями, передаваемыми через воду, и другими инфекционными заболеваниями | 3.3.3          | Заболеваемость малярией на 1000 человек |
| 3    | Обеспечение здорового образа жизни и содействие благополучию для всех в любом возрасте | 3.3                                                   | К 2030 году положить конец эпидемиям СПИДа, туберкулеза, малярии и тропических болезней, которым не уделяется должного внимания, и обеспечить борьбу с гепатитом, заболеваниями, передаваемыми через воду, и другими инфекционными заболеваниями | 3.3.4          | Заболеваемость гепатитом B на 100 000 человек |
| 3    | Обеспечение здорового образа жизни и содействие благополучию для всех в любом возрасте | 3.3                                                   | К 2030 году положить конец эпидемиям СПИДа, туберкулеза, малярии и тропических болезней, которым не уделяется должного внимания, и обеспечить борьбу с гепатитом, заболеваниями, передаваемыми через воду, и другими инфекционными заболеваниями | 3.3.5          | Число людей, нуждающихся в лечении от «забытых» тропических болезней |
| 3    | Обеспечение здорового образа жизни и содействие благополучию для всех в любом возрасте | 3.4                                                   | К 2030 году уменьшить на треть преждевременную смертность от неинфекционных заболеваний посредством профилактики и лечения и поддержания психического здоровья и благополучия | 3.4.1          | Смертность от сердечно-сосудистых заболеваний, рака, диабета, хронических респираторных заболеваний |
| 3    | Обеспечение здорового образа жизни и содействие благополучию для всех в любом возрасте | 3.4                                                   | К 2030 году уменьшить на треть преждевременную смертность от неинфекционных заболеваний посредством профилактики и лечения и поддержания психического здоровья и благополучия | 3.4.2          | Смертность от самоубийств |
| 3    | Обеспечение здорового образа жизни и содействие благополучию для всех в любом возрасте | 3.5                                                   | Улучшать профилактику и лечение зависимости от психоактивных веществ, в том числе злоупотребления наркотическими средствами и алкоголем | 3.5.1          | Охват лечением расстройств, вызванных употреблением психоактивных веществ (медикаментозные, психосоциальные и реабилитационные услуги и услуги по последующему уходу) |
| 3    | Обеспечение здорового образа жизни и содействие благополучию для всех в любом возрасте | 3.5                                                   | Улучшать профилактику и лечение зависимости от психоактивных веществ, в том числе злоупотребления наркотическими средствами и алкоголем | 3.5.2          | Злоупотребление алкоголем (определяемое в соответствии с национальными особенностями употребление алкоголя на душу населения в возрасте от 15 лет) в литрах чистого спирта в календарный год |
| 3    | Обеспечение здорового образа жизни и содействие благополучию для всех в любом возрасте | 3.6                                                   | К 2020 году вдвое сократить во всем мире число смертей и травм в результате дорожно-транспортных происшествий | 3.6.1          | Смертность в результате дорожно-транспортных происшествий |
| 3    | Обеспечение здорового образа жизни и содействие благополучию для всех в любом возрасте | 3.7                                                   | К 2030 году обеспечить всеобщий доступ к услугам по охране сексуального и репродуктивного здоровья, включая услуги по планированию семьи, информирование и просвещение, и учет вопросов охраны репродуктивного здоровья в национальных стратегиях и программах | 3.7.1          | Доля женщин репродуктивного возраста (от 15 до 49 лет), чьи потребности по планированию семьи удовлетворяются современными методами |
| 3    | Обеспечение здорового образа жизни и содействие благополучию для всех в любом возрасте | 3.7                                                   | К 2030 году обеспечить всеобщий доступ к услугам по охране сексуального и репродуктивного здоровья, включая услуги по планированию семьи, информирование и просвещение, и учет вопросов охраны репродуктивного здоровья в национальных стратегиях и программах | 3.7.2          | Показатель рождаемости среди девушек-подростков (в возрасте от 10 до 14 лет; в возрасте от 15 до 19 лет) на 1000 женщин в данной возрастной группе |
| 3    | Обеспечение здорового образа жизни и содействие благополучию для всех в любом возрасте | 3.8                                                   | Обеспечить всеобщий охват услугами здравоохранения, в том числе защиту от финансовых рисков, доступ к качественным основным медико-санитарным услугам и доступ к безопасным, эффективным, качественным и недорогим основным лекарственным средствам и вакцинам для всех | 3.8.1          | Охват основными медико-санитарными услугами (определяемый как средний охват основными услугами по отслеживаемым процедурам, к которым относятся охрана репродуктивного здоровья, охрана здоровья матери и ребенка, лечение инфекционных заболеваний, лечение неинфекционных заболеваний и масштабы и доступность услуг для широких слоев населения и для находящихся в наиболее неблагоприятном положении групп населения) |
| 3    | Обеспечение здорового образа жизни и содействие благополучию для всех в любом возрасте | 3.8                                                   | Обеспечить всеобщий охват услугами здравоохранения, в том числе защиту от финансовых рисков, доступ к качественным основным медико-санитарным услугам и доступ к безопасным, эффективным, качественным и недорогим основным лекарственным средствам и вакцинам для всех | 3.8.2          | Доля населения с большим удельным весом семейных расходов на медицинскую помощь в общем объеме расходов или доходов домохозяйств |
| 3    | Обеспечение здорового образа жизни и содействие благополучию для всех в любом возрасте | 3.9                                                   | К 2030 году существенно сократить количество случаев смерти и заболевания в результате воздействия опасных химических веществ и загрязнения и отравления воздуха, воды и почв | 3.9.1          | Смертность от загрязнения воздуха в жилых помещениях и атмосферного воздуха |
| 3    | Обеспечение здорового образа жизни и содействие благополучию для всех в любом возрасте | 3.9                                                   | К 2030 году существенно сократить количество случаев смерти и заболевания в результате воздействия опасных химических веществ и загрязнения и отравления воздуха, воды и почв | 3.9.2          | Смертность от отсутствия безопасной воды, безопасной санитарии и гигиены (от отсутствия безопасных услуг в области водоснабжения, санитарии и гигиены (ВССГ) для всех) |
| 3    | Обеспечение здорового образа жизни и содействие благополучию для всех в любом возрасте | 3.9                                                   | К 2030 году существенно сократить количество случаев смерти и заболевания в результате воздействия опасных химических веществ и загрязнения и отравления воздуха, воды и почв | 3.9.3          | Смертность от неумышленного отравления |
| 3    | Обеспечение здорового образа жизни и содействие благополучию для всех в любом возрасте | 3.a                                                   | Активизировать при необходимости осуществление Рамочной конвенции Всемирной организации здравоохранения по борьбе против табака во всех странах | 3.a.1          | Стандартизированная по возрасту распространенность употребления табака лицами в возрасте от 15 лет |
| 3    | Обеспечение здорового образа жизни и содействие благополучию для всех в любом возрасте | 3.b                                                   | Оказывать содействие исследованиям и разработкам вакцин и лекарственных препаратов для лечения инфекционных и неинфекционных болезней, которые в первую очередь затрагивают развивающиеся страны, обеспечивать доступность недорогих основных лекарственных средств и вакцин в соответствии с Дохинской декларацией «Соглашение по ТРИПС и общественное здравоохранение», в которой подтверждается право развивающихся стран в полном объеме использовать положения Соглашения по торговым аспектам прав интеллектуальной собственности в отношении проявления гибкости для целей охраны здоровья населения и, в частности, обеспечения доступа к лекарственным средствам для всех | 3.b.1          | Доля целевой группы населения, охваченная иммунизацией всеми вакцинами, включенными в национальные программы |
| 3    | Обеспечение здорового образа жизни и содействие благополучию для всех в любом возрасте | 3.b                                                   | Оказывать содействие исследованиям и разработкам вакцин и лекарственных препаратов для лечения инфекционных и неинфекционных болезней, которые в первую очередь затрагивают развивающиеся страны, обеспечивать доступность недорогих основных лекарственных средств и вакцин в соответствии с Дохинской декларацией «Соглашение по ТРИПС и общественное здравоохранение», в которой подтверждается право развивающихся стран в полном объеме использовать положения Соглашения по торговым аспектам прав интеллектуальной собственности в отношении проявления гибкости для целей охраны здоровья населения и, в частности, обеспечения доступа к лекарственным средствам для всех | 3.b.2          | Общий чистый объем официальной помощи в целях развития, направленной на медицинские исследования и в основные отрасли здравоохранения |
| 3    | Обеспечение здорового образа жизни и содействие благополучию для всех в любом возрасте | 3.b                                                   | Оказывать содействие исследованиям и разработкам вакцин и лекарственных препаратов для лечения инфекционных и неинфекционных болезней, которые в первую очередь затрагивают развивающиеся страны, обеспечивать доступность недорогих основных лекарственных средств и вакцин в соответствии с Дохинской декларацией «Соглашение по ТРИПС и общественное здравоохранение», в которой подтверждается право развивающихся стран в полном объеме использовать положения Соглашения по торговым аспектам прав интеллектуальной собственности в отношении проявления гибкости для целей охраны здоровья населения и, в частности, обеспечения доступа к лекарственным средствам для всех | 3.b.3          | Доля медицинских учреждений, постоянно располагающих набором основных необходимых и доступных лекарственных средств |
| 3    | Обеспечение здорового образа жизни и содействие благополучию для всех в любом возрасте | 3.c                                                   | Существенно увеличить финансирование здравоохранения и набор, развитие, профессиональную подготовку и удержание медицинских кадров в развивающихся странах, особенно в наименее развитых странах и малых островных развивающихся государствах | 3.c.1          | Число медицинских работников на душу населения и их распределение |
| 3    | Обеспечение здорового образа жизни и содействие благополучию для всех в любом возрасте | 3.d                                                   | Наращивать потенциал всех стран, особенно развивающихся стран, в области раннего предупреждения, снижения рисков и регулирования национальных и глобальных рисков для здоровья | 3.d.1          | Способность соблюдать Международные медико-санитарные правила (ММСП) и готовность к чрезвычайным ситуациям в области общественного здравоохранения |
| 4    | Обеспечение всеохватного и справедливого качественного образования и поощрение возможности обучения на протяжении всей жизни для всех | 4.1                                                   | К 2030 году обеспечить, чтобы все девочки и мальчики завершали получение бесплатного, равноправного и качественного начального и среднего образования, позволяющего добиться востребованных и эффективных результатов обучения | 4.1.1          | Доля детей и молодежи, приходящаяся на a) учащихся 23 классов; b) выпускников начальной школы; и c) выпускников младшей средней школы, которые достигли по меньшей мере минимального уровня владения навыками i) чтения и ii) математики |
| 4    | Обеспечение всеохватного и справедливого качественного образования и поощрение возможности обучения на протяжении всей жизни для всех | 4.2                                                   | К 2030 году обеспечить всем девочкам и мальчикам доступ к качественным системам развития, ухода и дошкольного обучения детей младшего возраста, с тем чтобы они были готовы к получению начального образования | 4.2.1          | Доля детей в возрасте до пяти лет, которые развиваются без отклонений в плане здоровья, обучения и психосоциального благополучия, в разбивке по полу |
| 4    | Обеспечение всеохватного и справедливого качественного образования и поощрение возможности обучения на протяжении всей жизни для всех | 4.2                                                   | К 2030 году обеспечить всем девочкам и мальчикам доступ к качественным системам развития, ухода и дошкольного обучения детей младшего возраста, с тем чтобы они были готовы к получению начального образования | 4.2.2          | Уровень участия в организованных видах обучения (за один год до достижения официального возраста поступления в школу) в разбивке по полу |
| 4    | Обеспечение всеохватного и справедливого качественного образования и поощрение возможности обучения на протяжении всей жизни для всех | 4.3                                                   | К 2030 году обеспечить для всех женщин и мужчин равный доступ к недорогому и качественному профессионально-техническому и высшему образованию, в том числе университетскому образованию | 4.3.1          | Уровень участия взрослых и молодежи в формальных и неформальных видах обучения и профессиональной подготовки в последние 12 месяцев в разбивке по полу |
| 4    | Обеспечение всеохватного и справедливого качественного образования и поощрение возможности обучения на протяжении всей жизни для всех | 4.4                                                   | К 2030 году существенно увеличить число молодых и взрослых людей, обладающих востребованными навыками, в том числе профессионально-техническими навыками, для трудоустройства, получения достойной работы и занятий предпринимательской деятельностью | 4.4.1          | Доля молодежи/взрослых, обладающей/ обладающих навыками в области информационно-коммуникационных технологий, в разбивке по видам навыков |
| 4    | Обеспечение всеохватного и справедливого качественного образования и поощрение возможности обучения на протяжении всей жизни для всех | 4.5                                                   | К 2030 году ликвидировать гендерное неравенство в сфере образования и обеспечить равный доступ к образованию и профессионально-технической подготовке всех уровней для уязвимых групп населения, в том числе инвалидов, представителей коренных народов и детей, находящихся в уязвимом положении | 4.5.1          | Индексы равенства (женщин и мужчин, городских и сельских жителей, нижней и верхней квинтили достатка и других групп, например инвалидов, коренных народов и людей, затронутых конфликтом, в зависимости от наличия данных) по всем касающимся образования показателям в настоящем перечне, которые могут быть дезагрегированы |
| 4    | Обеспечение всеохватного и справедливого качественного образования и поощрение возможности обучения на протяжении всей жизни для всех | 4.6                                                   | К 2030 году обеспечить, чтобы все молодые люди и значительная доля взрослого населения, как мужчин, так и женщин, умели читать, писать и считать | 4.6.1          | Доля населения в данной возрастной группе, достигшая, по меньшей мере, установленного уровня функциональной a) грамотности и b) математической грамотности, в разбивке по полу. |
| 4    | Обеспечение всеохватного и справедливого качественного образования и поощрение возможности обучения на протяжении всей жизни для всех | 4.7                                                   | К 2030 году обеспечить, чтобы все учащиеся приобретали знания и навыки, необходимые для содействия устойчивому развитию, в том числе посредством обучения по вопросам устойчивого развития и устойчивого образа жизни, прав человека, гендерного равенства, пропаганды культуры мира и ненасилия, гражданства мира и осознания ценности культурного разнообразия и вклада культуры в устойчивое развитие | 4.7.1          | Статус i) воспитания в духе всемирной гражданственности и ii) пропаганды устойчивого развития, включая гендерное равенство и права человека, на всех уровнях в a) национальной политике в сфере образования; b) учебных программах; c) программах подготовки учителей; и d) системе аттестации учащихся |
| 4    | Обеспечение всеохватного и справедливого качественного образования и поощрение возможности обучения на протяжении всей жизни для всех | 4.a                                                   | Создавать и совершенствовать учебные заведения, учитывающие интересы детей, особые нужды инвалидов и гендерные аспекты, и обеспечить безопасную, свободную от насилия и социальных барьеров и эффективную среду обучения для всех | 4.a.1          | Доля школ, обеспеченных a) электроэнергией; b) доступом к Интернету для учебных целей; c) компьютерами для учебных целей; d) адаптированной инфраструктурой и материалами для учащихсяинвалидов; e) базовыми источниками питьевой воды; f) раздельными минимально оборудованными туалетами; и g) базовыми средствами для мытья рук (согласно определениям показателей инициативы ВССГ) |
| 4    | Обеспечение всеохватного и справедливого качественного образования и поощрение возможности обучения на протяжении всей жизни для всех | 4.b                                                   | К 2020 году значительно увеличить во всем мире количество стипендий, предоставляемых развивающимся странам, особенно наименее развитым странам, малым островным развивающимся государствам и африканским странам, для получения высшего образования, включая профессиональнотехническое образование и обучение по вопросам информационно-коммуникационных технологий, технические, инженерные и научные программы, в развитых странах и других развивающихся странах | 4.b.1          | Объем официальной помощи в целях развития, направляемой на выплату стипендий, в разбивке по отраслям и видам обучения |
| 4    | Обеспечение всеохватного и справедливого качественного образования и поощрение возможности обучения на протяжении всей жизни для всех | 4.c                                                   | К 2030 году значительно увеличить число квалифицированных учителей, в том числе посредством международного сотрудничества в подготовке учителей в развивающихся странах, особенно в наименее развитых странах и малых островных развивающихся государствах | 4.c.1          | Доля учителей в a) дошкольных учреждениях; b) начальной школе; c) младшей средней школе; и d) старшей средней школе, прошедших до начала или во время работы по меньшей мере минимальную организованную профессиональную учительскую подготовку (например, педагогическую) на соответствующем уровне в данной стране |
| 5    | Обеспечение гендерного равенства и расширение прав и возможностей всех женщин и девочек | 5.1                                                   | Повсеместно ликвидировать все формы дискриминации в отношении всех женщин и девочек | 5.1.1          | Наличие нормативно-правовой базы для поощрения и обеспечения равенства и недискриминации по признаку пола и наблюдения за положением в этой области |
| 5    | Обеспечение гендерного равенства и расширение прав и возможностей всех женщин и девочек | 5.2                                                   | Ликвидировать все формы насилия в отношении всех женщин и девочек в публичной и частной сферах, включая торговлю людьми и сексуальную и иные формы эксплуатации | 5.2.1          | Доля когда-либо имевших партнера женщин и девочек в возрасте от 15 лет, подвергавшихся физическому, сексуальному или психологическому насилию со стороны нынешнего или бывшего интимного партнера в последние 12 месяцев, в разбивке по формам насилия и возрасту |
| 5    | Обеспечение гендерного равенства и расширение прав и возможностей всех женщин и девочек | 5.2                                                   | Ликвидировать все формы насилия в отношении всех женщин и девочек в публичной и частной сферах, включая торговлю людьми и сексуальную и иные формы эксплуатации | 5.2.2          | Доля женщин и девочек в возрасте от 15 лет, подвергавшихся сексуальному насилию со стороны кого-либо, кроме интимных партнеров, в последние 12 месяцев, в разбивке по возрасту и месту происшествия |
| 5    | Обеспечение гендерного равенства и расширение прав и возможностей всех женщин и девочек | 5.3                                                   | Ликвидировать все вредные виды практики, такие как детские, ранние и принудительные браки и калечащие операции на женских половых органах | 5.3.1          | Доля женщин в возрасте от 20 до 24 лет, вступивших в брак или союз до 15 лет и до 18 лет |
| 5    | Обеспечение гендерного равенства и расширение прав и возможностей всех женщин и девочек | 5.3                                                   | Ликвидировать все вредные виды практики, такие как детские, ранние и принудительные браки и калечащие операции на женских половых органах | 5.3.2          | Доля девочек и женщин в возрасте от 15 до 49 лет, подвергшихся калечащим операциям на женских половых органах/обрезанию, в разбивке по возрасту |
| 5    | Обеспечение гендерного равенства и расширение прав и возможностей всех женщин и девочек | 5.4                                                   | Признавать и ценить неоплачиваемый труд по уходу и работу по ведению домашнего хозяйства, предоставляя коммунальные услуги, инфраструктуру и системы социальной защиты и поощряя принцип общей ответственности в ведении хозяйства и в семье, с учетом национальных условий | 5.4.1          | Доля времени, затрачиваемого на неоплачиваемый труд по уходу и работу по дому, в разбивке по полу, возрасту и месту проживания |
| 5    | Обеспечение гендерного равенства и расширение прав и возможностей всех женщин и девочек | 5.5                                                   | Обеспечить всестороннее и реальное участие женщин и равные для них возможности для лидерства на всех уровнях принятия решений в политической, экономической и общественной жизни | 5.5.1          | Доля мест, занимаемых женщинами в a) национальных парламентах и b) местных органах власти |
| 5    | Обеспечение гендерного равенства и расширение прав и возможностей всех женщин и девочек | 5.5                                                   | Обеспечить всестороннее и реальное участие женщин и равные для них возможности для лидерства на всех уровнях принятия решений в политической, экономической и общественной жизни | 5.5.2          | Доля женщин на руководящих должностях |
| 5    | Обеспечение гендерного равенства и расширение прав и возможностей всех женщин и девочек | 5.6                                                   | Обеспечить всеобщий доступ к услугам в области охраны сексуального и репродуктивного здоровья и к реализации репродуктивных прав в соответствии с Программой действий Международной конференции по народонаселению и развитию, Пекинской платформой действий и итоговыми документами конференций по рассмотрению хода их выполнения | 5.6.1          | Доля женщин в возрасте от 15 до 49 лет, самостоятельно принимающих обдуманные решения о сексуальных отношениях, применении противозачаточных средств и обращении за услугами по охране репродуктивного здоровья |
| 5    | Обеспечение гендерного равенства и расширение прав и возможностей всех женщин и девочек | 5.6                                                   | Обеспечить всеобщий доступ к услугам в области охраны сексуального и репродуктивного здоровья и к реализации репродуктивных прав в соответствии с Программой действий Международной конференции по народонаселению и развитию, Пекинской платформой действий и итоговыми документами конференций по рассмотрению хода их выполнения | 5.6.2          | Число стран, где действуют законы и нормативные акты, гарантирующие женщинам и мужчинам в возрасте от 15 лет полный и равный доступ к услугам по охране сексуального и репродуктивного здоровья и информации и просвещению в этой сфере |
| 5    | Обеспечение гендерного равенства и расширение прав и возможностей всех женщин и девочек | 5.a                                                   | Провести реформы в целях предоставления женщинам равных прав на экономические ресурсы, а также доступа к владению и распоряжению землей и другими формами собственности, финансовым услугам, наследуемому имуществу и природным ресурсам в соответствии с национальными законами | 5.a.1          | a) Доля людей, владеющих сельскохозяйственной землей или имеющих гарантированное право пользования ею, в общей численности населения, занимающегося сельским хозяйством, в разбивке по полу; и b) доля женщин, владеющих сельскохозяйственной землей или являющихся носителями права владения ею, в разбивке по формам землевладения |
| 5    | Обеспечение гендерного равенства и расширение прав и возможностей всех женщин и девочек | 5.a                                                   | Провести реформы в целях предоставления женщинам равных прав на экономические ресурсы, а также доступа к владению и распоряжению землей и другими формами собственности, финансовым услугам, наследуемому имуществу и природным ресурсам в соответствии с национальными законами | 5.a.2          | Доля стран, в которых правовая база (в том числе обычное право) гарантирует женщинам равные права на владение и/или распоряжение землей |
| 5    | Обеспечение гендерного равенства и расширение прав и возможностей всех женщин и девочек | 5.b                                                   | Активнее использовать высокоэффективные технологии, в частности информационно-коммуникационные технологии, для содействия расширению прав и возможностей женщин | 5.b.1          | Доля людей, имеющих мобильный телефон, в разбивке по полу |
| 5    | Обеспечение гендерного равенства и расширение прав и возможностей всех женщин и девочек | 5.с                                                   | Принимать и совершенствовать разумные стратегии и исполнимые законы в целях поощрения гендерного равенства и расширения прав и возможностей всех женщин и девочек на всех уровнях | 5.c.1          | Доля стран, обладающих механизмами отслеживания государственных ассигнований на обеспечение гендерного равенства и расширение прав и возможностей женщин и обнародования данных о них |
| 6    | Обеспечение наличия и рационального использования водных ресурсов и санитарии для всех | 6.1                                                   | К 2030 году обеспечить всеобщий и равноправный доступ к безопасной и недорогой питьевой воде для всех | 6.1.1          | Доля населения, пользующегося услугами водоснабжения, организованного с соблюдением требований безопасности |
| 6    | Обеспечение наличия и рационального использования водных ресурсов и санитарии для всех | 6.2                                                   | К 2030 году обеспечить всеобщий и равноправный доступ к надлежащим санитарно-гигиеническим средствам и положить конец открытой дефекации, уделяя особое внимание потребностям женщин и девочек и лиц, находящихся в уязвимом положении | 6.2.1          | Доля населения, использующего a) организованные с соблюдением требований безопасности услуги санитарии и b) устройства для мытья рук с мылом и водой |
| 6    | Обеспечение наличия и рационального использования водных ресурсов и санитарии для всех | 6.3                                                   | К 2030 году повысить качество воды посредством уменьшения загрязнения, ликвидации сброса отходов и сведения к минимуму выбросов опасных химических веществ и материалов, сокращения вдвое доли неочищенных сточных вод и значительного увеличения масштабов рециркуляции и безопасного повторного использования сточных вод во всем мире | 6.3.1          | Доля безопасно очищаемых сточных вод |
| 6    | Обеспечение наличия и рационального использования водных ресурсов и санитарии для всех | 6.3                                                   | К 2030 году повысить качество воды посредством уменьшения загрязнения, ликвидации сброса отходов и сведения к минимуму выбросов опасных химических веществ и материалов, сокращения вдвое доли неочищенных сточных вод и значительного увеличения масштабов рециркуляции и безопасного повторного использования сточных вод во всем мире | 6.3.2          | Доля водоемов с хорошим качеством воды |
| 6    | Обеспечение наличия и рационального использования водных ресурсов и санитарии для всех | 6.4                                                   | К 2030 году существенно повысить эффективность водопользования во всех секторах и обеспечить устойчивый забор и подачу пресной воды для решения проблемы нехватки воды и значительного сокращения числа людей, страдающих от нехватки воды | 6.4.1          | Динамика изменения эффективности водопользования |
| 6    | Обеспечение наличия и рационального использования водных ресурсов и санитарии для всех | 6.4                                                   | К 2030 году существенно повысить эффективность водопользования во всех секторах и обеспечить устойчивый забор и подачу пресной воды для решения проблемы нехватки воды и значительного сокращения числа людей, страдающих от нехватки воды | 6.4.2          | Уровень нагрузки на водные ресурсы: забор пресной воды в процентном отношении к имеющимся запасам пресной воды |
| 6    | Обеспечение наличия и рационального использования водных ресурсов и санитарии для всех | 6.5                                                   | К 2030 году обеспечить комплексное управление водными ресурсами на всех уровнях, в том числе, при необходимости, на основе трансграничного сотрудничества | 6.5.1          | Степень внедрения комплексного управления водными ресурсами (от 0 до 100) |
| 6    | Обеспечение наличия и рационального использования водных ресурсов и санитарии для всех | 6.5                                                   | К 2030 году обеспечить комплексное управление водными ресурсами на всех уровнях, в том числе, при необходимости, на основе трансграничного сотрудничества | 6.5.2          | Доля трансграничных водных бассейнов, охваченных действующими договоренностями о сотрудничестве в области водопользования |
| 6    | Обеспечение наличия и рационального использования водных ресурсов и санитарии для всех | 6.6                                                   | К 2020 году обеспечить охрану и восстановление связанных с водой экосистем, в том числе гор, лесов, водно-болотных угодий, рек, водоносных слоев и озер | 6.6.1          | Динамика изменения площади связанных с водой экосистем |
| 6    | Обеспечение наличия и рационального использования водных ресурсов и санитарии для всех | 6.a                                                   | К 2030 году расширить международное сотрудничество и поддержку в деле укрепления потенциала развивающихся стран в осуществлении деятельности и программ в области водоснабжения и санитарии, включая сбор поверхностного стока, опреснение воды, повышение эффективности водопользования, очистку сточных вод и применение технологий рециркуляции и повторного использования | 6.a.1          | Объем официальной помощи в целях развития, выделенной на водоснабжение и санитарию в рамках координируемой государственной программы расходов |
| 6    | Обеспечение наличия и рационального использования водных ресурсов и санитарии для всех | 6.b                                                   | Поддерживать и укреплять участие местных общин в улучшении водного хозяйства и санитарии | 6.b.1          | Доля местных административных единиц, в которых действуют правила и процедуры участия граждан в управлении водными ресурсами и санитарией |
| 7    | Обеспечение доступа к недорогим, надежным, устойчивым и современным источникам энергии для всех | 7.1                                                   | К 2030 году обеспечить всеобщий доступ к недорогому, надежному и современному энергоснабжению | 7.1.1          | Доля населения, имеющего доступ к электроэнергии |
| 7    | Обеспечение доступа к недорогим, надежным, устойчивым и современным источникам энергии для всех | 7.1                                                   | К 2030 году обеспечить всеобщий доступ к недорогому, надежному и современному энергоснабжению | 7.1.2          | Доля населения, использующего в основном чистые виды топлива и технологии |
| 7    | Обеспечение доступа к недорогим, надежным, устойчивым и современным источникам энергии для всех | 7.2                                                   | К 2030 году значительно увеличить долю энергии из возобновляемых источников в мировом энергетическом балансе | 7.2.1          | Доля возобновляемых источников энергии в общем объеме конечного энергопотребления |
| 7    | Обеспечение доступа к недорогим, надежным, устойчивым и современным источникам энергии для всех | 7.3                                                   | К 2030 году удвоить глобальный показатель повышения энергоэффективности | 7.3.1          | Энергоемкость, рассчитываемая как отношение расхода первичной энергии к ВВП |
| 7    | Обеспечение доступа к недорогим, надежным, устойчивым и современным источникам энергии для всех | 7.a                                                   | К 2030 году активизировать международное сотрудничество в целях облегчения доступа к исследованиям и технологиям в области экологически чистой энергетики, включая возобновляемую энергетику, повышение энергоэффективности и передовые и более чистые технологии использования ископаемого топлива, и поощрять инвестиции в энергетическую инфраструктуру и технологии экологически чистой энергетики | 7.a.1          | Объем международных финансовых потоков, поступающих в развивающиеся страны для поддержки исследований и разработок в области «чистой» энергии и развития энергетики на возобновляемых источниках, включая комбинированные системы |
| 7    | Обеспечение доступа к недорогим, надежным, устойчивым и современным источникам энергии для всех | 7.b                                                   | К 2030 году расширить инфраструктуру и модернизировать технологии для современного и устойчивого энергоснабжения всех в развивающихся странах, в частности в наименее развитых странах, малых островных развивающихся государствах и развивающихся странах, не имеющих выхода к морю, с учетом их соответствующих программ поддержки | 7.b.1          | Капиталовложения в обеспечение энергоэффективности в процентном отношении к ВВП и доля прямых иностранных инвестиций в финансовых средствах, поступающих в отрасли обслуживания, обеспечивающие устойчивое развитие, на цели расширения их инфраструктуры и модернизации технологии |
| 8    | Содействие поступательному, всеохватному и устойчивому экономическому росту, полной и производительной занятости и достойной работе для всех | 8.1                                                   | Поддерживать экономический рост на душу населения в соответствии с национальными условиями и, в частности, рост валового внутреннего продукта на уровне не менее 7 процентов в год в наименее развитых странах | 8.1.1          | Ежегодные темпы роста реального ВВП на душу населения |
| 8    | Содействие поступательному, всеохватному и устойчивому экономическому росту, полной и производительной занятости и достойной работе для всех | 8.2                                                   | Добиться повышения производительности в экономике посредством диверсификации, технической модернизации и инновационной деятельности, в том числе путем уделения особого внимания секторам с высокой добавленной стоимостью и трудоемким секторам | 8.2.1          | Ежегодные темпы роста реального ВВП на каждого занятого |
| 8    | Содействие поступательному, всеохватному и устойчивому экономическому росту, полной и производительной занятости и достойной работе для всех | 8.3                                                   | Содействовать проведению ориентированной на развитие политики, которая способствует производительной деятельности, созданию достойных рабочих мест, предпринимательству, творчеству и инновационной деятельности, и поощрять официальное признание и развитие микро-, малых и средних предприятий, в том числе посредством предоставления им доступа к финансовым услугам | 8.3.1          | Доля неформальной занятости в несельскохозяйственных секторах в разбивке по полу |
| 8    | Содействие поступательному, всеохватному и устойчивому экономическому росту, полной и производительной занятости и достойной работе для всех | 8.4                                                   | На протяжении всего срока до конца 2030 года постепенно повышать глобальную эффективность использования ресурсов в системах потребления и производства и стремиться к тому, чтобы экономический рост не сопровождался ухудшением состояния окружающей среды, как это предусматривается Десятилетней стратегией действий по переходу к использованию рациональных моделей потребления и производства, причем первыми этим должны заняться развитые страны | 8.4.1          | Совокупные ресурсозатраты и ресурсозатраты на душу населения и в процентном отношении к ВВП |
| 8    | Содействие поступательному, всеохватному и устойчивому экономическому росту, полной и производительной занятости и достойной работе для всех | 8.4                                                   | На протяжении всего срока до конца 2030 года постепенно повышать глобальную эффективность использования ресурсов в системах потребления и производства и стремиться к тому, чтобы экономический рост не сопровождался ухудшением состояния окружающей среды, как это предусматривается Десятилетней стратегией действий по переходу к использованию рациональных моделей потребления и производства, причем первыми этим должны заняться развитые страны | 8.4.2          | Совокупное внутреннее материальное потребление и внутреннее материальное потребление на душу населения и в процентном отношении к ВВП |
| 8    | Содействие поступательному, всеохватному и устойчивому экономическому росту, полной и производительной занятости и достойной работе для всех | 8.5                                                   | К 2030 году обеспечить полную и производительную занятость и достойную работу для всех женщин и мужчин, в том числе молодых людей и инвалидов, и равную оплату за труд равной ценности | 8.5.1          | Средний почасовой заработок женщин и мужчин в разбивке по роду занятий, возрасту и признаку инвалидности |
| 8    | Содействие поступательному, всеохватному и устойчивому экономическому росту, полной и производительной занятости и достойной работе для всех | 8.5                                                   | К 2030 году обеспечить полную и производительную занятость и достойную работу для всех женщин и мужчин, в том числе молодых людей и инвалидов, и равную оплату за труд равной ценности | 8.5.2          | Уровень безработицы в разбивке по полу, возрасту и признаку инвалидности |
| 8    | Содействие поступательному, всеохватному и устойчивому экономическому росту, полной и производительной занятости и достойной работе для всех | 8.6                                                   | К 2020 году существенно сократить долю молодежи, которая не работает, не учится и не приобретает профессиональных навыков | 8.6.1          | Доля молодежи (в возрасте от 15 до 24 лет), которая не учится, не работает и не приобретает профессиональных навыков |
| 8    | Содействие поступательному, всеохватному и устойчивому экономическому росту, полной и производительной занятости и достойной работе для всех | 8.7                                                   | Принять срочные и эффективные меры для того, чтобы искоренить принудительный труд, покончить с современным рабством и торговлей людьми и обеспечить запрет и ликвидацию наихудших форм детского труда, включая вербовку и использование детей-солдат, а к 2025 году покончить с детским трудом во всех его формах | 8.7.1          | Доля и число детей в возрасте от 5 до 17 лет, занятых детским трудом, в разбивке по полу и возрасту |
| 8    | Содействие поступательному, всеохватному и устойчивому экономическому росту, полной и производительной занятости и достойной работе для всех | 8.8                                                   | Защищать трудовые права и содействовать обеспечению надежных и безопасных условий работы для всех трудящихся, включая трудящихся-мигрантов, особенно женщин-мигрантов, и лиц, не имеющих стабильной занятости | 8.8.1          | Производственный травматизм со смертельным и несмертельным исходом в разбивке по полу и миграционному статусу |
| 8    | Содействие поступательному, всеохватному и устойчивому экономическому росту, полной и производительной занятости и достойной работе для всех | 8.8                                                   | Защищать трудовые права и содействовать обеспечению надежных и безопасных условий работы для всех трудящихся, включая трудящихся-мигрантов, особенно женщин-мигрантов, и лиц, не имеющих стабильной занятости | 8.8.2          | Ситуация с соблюдением трудовых прав на национальном уровне (свобода объединений и заключение коллективных трудовых договоров) на основе документальных источников Международной организации труда (МОТ) и национального законодательства в разбивке по полу и миграционному статусу |
| 8    | Содействие поступательному, всеохватному и устойчивому экономическому росту, полной и производительной занятости и достойной работе для всех | 8.9                                                   | К 2030 году обеспечить разработку и осуществление стратегий поощрения устойчивого туризма, который способствует созданию рабочих мест, развитию местной культуры и производству местной продукции | 8.9.1          | Непосредственный вклад туризма в ВВП в процентном отношении к совокупному ВВП и по темпам роста |
| 8    | Содействие поступательному, всеохватному и устойчивому экономическому росту, полной и производительной занятости и достойной работе для всех | 8.9                                                   | К 2030 году обеспечить разработку и осуществление стратегий поощрения устойчивого туризма, который способствует созданию рабочих мест, развитию местной культуры и производству местной продукции | 8.9.2          | Доля занятых в индустрии устойчивого туризма в общем числе рабочих мест в отрасли |
| 8    | Содействие поступательному, всеохватному и устойчивому экономическому росту, полной и производительной занятости и достойной работе для всех | 8.10                                                  | Укреплять способность национальных финансовых учреждений поощрять и расширять доступ к банковским, страховым и финансовым услугам для всех | 8.10.1         | Число a) филиалов коммерческих банков и b) банкоматов на 100 000 взрослых |
| 8    | Содействие поступательному, всеохватному и устойчивому экономическому росту, полной и производительной занятости и достойной работе для всех | 8.10                                                  | Укреплять способность национальных финансовых учреждений поощрять и расширять доступ к банковским, страховым и финансовым услугам для всех | 8.10.2         | Доля взрослых (от 15 лет), имеющих счет в банке или ином финансовом учреждении или пользующихся услугами операторов мобильных финансовых услуг |
| 8    | Содействие поступательному, всеохватному и устойчивому экономическому росту, полной и производительной занятости и достойной работе для всех | 8.a                                                   | Увеличить оказываемую в рамках инициативы «Помощь в торговле» поддержку развивающихся стран, особенно наименее развитых стран, в том числе по линии Расширенной комплексной рамочной программы для оказания технической помощи в области торговли наименее развитым странам | 8.a.1          | Объем обязательств и выплат в рамках инициативы «Помощь в торговле» |
| 8    | Содействие поступательному, всеохватному и устойчивому экономическому росту, полной и производительной занятости и достойной работе для всех | 8.b                                                   | К 2020 году разработать и ввести в действие глобальную стратегию обеспечения занятости молодежи и осуществить Глобальный пакт о рабочих местах Международной организации труда | 8.b.1          | Наличие разработанной и осуществляемой национальной стратегии молодежной занятости в качестве отдельной стратегии или в рамках национальной стратегии в области занятости |
| 9    | Создание стойкой инфраструктуры, содействие всеохватной и устойчивой индустриализации и инновациям | 9.1                                                   | Развивать качественную, надежную, устойчивую и стойкую инфраструктуру, включая региональную и трансграничную инфраструктуру, в целях поддержки экономического развития и благополучия людей, уделяя особое внимание обеспечению недорогого и равноправного доступа для всех | 9.1.1          | Доля сельского населения, проживающего в пределах 2 км от круглогодичной дороги |
| 9    | Создание стойкой инфраструктуры, содействие всеохватной и устойчивой индустриализации и инновациям | 9.1                                                   | Развивать качественную, надежную, устойчивую и стойкую инфраструктуру, включая региональную и трансграничную инфраструктуру, в целях поддержки экономического развития и благополучия людей, уделяя особое внимание обеспечению недорогого и равноправного доступа для всех | 9.1.2          | Объем пассажирских и грузовых перевозок в разбивке по видам транспорта |
| 9    | Создание стойкой инфраструктуры, содействие всеохватной и устойчивой индустриализации и инновациям | 9.2                                                   | Содействовать всеохватной и устойчивой индустриализации и к 2030 году существенно повысить уровень занятости в промышленности и долю промышленного производства в валовом внутреннем продукте в соответствии с национальными условиями и удвоить соответствующие показатели в наименее развитых странах | 9.2.1          | Добавленная стоимость, создаваемая в обрабатывающей промышленности, в процентном отношении к ВВП и на душу населения |
| 9    | Создание стойкой инфраструктуры, содействие всеохватной и устойчивой индустриализации и инновациям | 9.2                                                   | Содействовать всеохватной и устойчивой индустриализации и к 2030 году существенно повысить уровень занятости в промышленности и долю промышленного производства в валовом внутреннем продукте в соответствии с национальными условиями и удвоить соответствующие показатели в наименее развитых странах | 9.2.2          | Занятость в обрабатывающей промышленности в процентах от общей занятости |
| 9    | Создание стойкой инфраструктуры, содействие всеохватной и устойчивой индустриализации и инновациям | 9.3                                                   | Расширить доступ мелких промышленных и прочих предприятий, особенно в развивающихся странах, к финансовым услугам, в том числе к недорогим кредитам, и усилить их интеграцию в производственно-сбытовые цепочки и рынки | 9.3.1          | Доля мелких предприятий в совокупном объеме чистой продукции промышленности |
| 9    | Создание стойкой инфраструктуры, содействие всеохватной и устойчивой индустриализации и инновациям | 9.3                                                   | Расширить доступ мелких промышленных и прочих предприятий, особенно в развивающихся странах, к финансовым услугам, в том числе к недорогим кредитам, и усилить их интеграцию в производственно-сбытовые цепочки и рынки | 9.3.2          | Доля мелких предприятий, имеющих кредит или кредитную линию |
| 9    | Создание стойкой инфраструктуры, содействие всеохватной и устойчивой индустриализации и инновациям | 9.4                                                   | К 2030 году модернизировать инфраструктуру и переоборудовать промышленные предприятия, сделав их устойчивыми за счет повышения эффективности использования ресурсов и более широкого применения чистых и экологически безопасных технологий и промышленных процессов, с участием всех стран в соответствии с их индивидуальными возможностями | 9.4.1          | Выбросы CO2 на единицу добавленной стоимости |
| 9    | Создание стойкой инфраструктуры, содействие всеохватной и устойчивой индустриализации и инновациям | 9.5                                                   | Активизировать научные исследования, наращивать технологический потенциал промышленных секторов во всех странах, особенно развивающихся странах, в том числе путем стимулирования к 2030 году инновационной деятельности и значительного увеличения числа работников в сфере научноисследовательских и опытно-конструкторских работ (НИОКР) в расчете на 1 миллион человек, а также государственных и частных расходов на НИОКР процессов, с участием всех стран в соответствии с их индивидуальными возможностями | 9.5.1          | Доля расходов на научно-исследовательские и опытно-конструкторские работы в ВВП |
| 9    | Создание стойкой инфраструктуры, содействие всеохватной и устойчивой индустриализации и инновациям | 9.5                                                   | Активизировать научные исследования, наращивать технологический потенциал промышленных секторов во всех странах, особенно развивающихся странах, в том числе путем стимулирования к 2030 году инновационной деятельности и значительного увеличения числа работников в сфере научноисследовательских и опытно-конструкторских работ (НИОКР) в расчете на 1 миллион человек, а также государственных и частных расходов на НИОКР процессов, с участием всех стран в соответствии с их индивидуальными возможностями | 9.5.2          | Количество исследователей (в эквиваленте полной занятости) на миллион жителей |
| 9    | Создание стойкой инфраструктуры, содействие всеохватной и устойчивой индустриализации и инновациям | 9.a                                                   | Содействовать развитию экологически устойчивой и стойкой инфраструктуры в развивающихся странах за счет увеличения финансовой, технологической и технической поддержки африканских стран, наименее развитых стран, развивающихся стран, не имеющих выхода к морю, и малых островных развивающихся государств | 9.a.1          | Совокупный объем официальной международной поддержки (официальной помощи в целях развития и других потоков официального финансирования), направляемой на инфраструктуру |
| 9    | Создание стойкой инфраструктуры, содействие всеохватной и устойчивой индустриализации и инновациям | 9.b                                                   | Поддерживать разработки, исследования и инновации в сфере отечественных технологий в развивающихся странах, в том числе путем создания политического климата, благоприятствующего, в частности, диверсификации промышленности и увеличению добавленной стоимости в сырьевых отраслях | 9.b.1          | Доля добавленной стоимости продукции среднетехнологичных и высокотехнологичных отраслей в общем объеме добавленной стоимости |
| 9    | Создание стойкой инфраструктуры, содействие всеохватной и устойчивой индустриализации и инновациям | 9.c                                                   | Существенно расширить доступ к информационно-коммуникационным технологиям и стремиться к обеспечению всеобщего и недорогого доступа к Интернету в наименее развитых странах к 2020 году | 9.c.1          | Доля населения, охваченного мобильными сетями, в разбивке по технологиям |
| 10   | Сокращение неравенства внутри стран и между ними | 10.1                                                  | К 2030 году постепенно достичь и поддерживать рост доходов наименее обеспеченных 40 процентов населения на уровне, превышающем средний по стране | 10.1.1         | Темпы роста расходов домохозяйств или доходов на душу населения среди наименее обеспеченных 40 процентов населения и среди населения в целом |
| 10   | Сокращение неравенства внутри стран и между ними | 10.2                                                  | К 2030 году поддержать законодательным путем и поощрять активное участие всех людей в социальной, экономической и политической жизни независимо от их возраста, пола, инвалидности, расы, этнической принадлежности, происхождения, религии и экономического или иного статуса | 10.2.1         | Доля людей с доходом ниже 50 процентов медианного дохода в разбивке по полу, возрасту и признаку инвалидности |
| 10   | Сокращение неравенства внутри стран и между ними | 10.3                                                  | Обеспечить равенство возможностей и уменьшить неравенство результатов, в том числе путем отмены дискриминационных законов, политики и практики и содействия принятию соответствующего законодательства, политики и мер в этом направлении | 10.3.1         | Доля людей, сообщивших об испытанных ими лично в последние 12 месяцев проявлениях дискриминации или преследованиях на основании, дискриминация на котором запрещена международным правом прав человека |
| 10   | Сокращение неравенства внутри стран и между ними | 10.4                                                  | Принять соответствующую политику, особенно бюджетно-налоговую политику и политику в вопросах заработной платы и социальной защиты, и постепенно добиваться обеспечения большего равенства | 10.4.1         | Доля доходов трудящихся в ВВП, в том числе заработная плата и выплаты по линии социальной защиты |
| 10   | Сокращение неравенства внутри стран и между ними | 10.5                                                  | Совершенствовать методы регулирования и мониторинга глобальных финансовых рынков и учреждений и более последовательно применять такие методы | 10.5.1         | Показатели финансовой устойчивости |
| 10   | Сокращение неравенства внутри стран и между ними | 10.6                                                  | Обеспечить большую представленность и большее право голоса развивающихся стран в процессах принятия решений в глобальных международных экономических и финансовых учреждениях, с тем чтобы сделать эти учреждения более эффективными, авторитетными, подотчетными и легитимными | 10.6.1         | Доля развивающихся стран в членском составе международных организаций и удельный вес их голосов |
| 10   | Сокращение неравенства внутри стран и между ними | 10.7                                                  | Содействовать упорядоченной, безопасной, законной и ответственной миграции и мобильности людей, в том числе с помощью проведения спланированной и хорошо продуманной миграционной политики | 10.7.1         | Затраты работника на трудоустройство в процентах от его месячного дохода в стране назначения |
| 10   | Сокращение неравенства внутри стран и между ними | 10.7                                                  | Содействовать упорядоченной, безопасной, законной и ответственной миграции и мобильности людей, в том числе с помощью проведения спланированной и хорошо продуманной миграционной политики | 10.7.2         | Число стран, проводящих миграционную политику, способствующую упорядоченной, безопасной, законной и ответственной миграции и мобильности людей |
| 10   | Сокращение неравенства внутри стран и между ними | 10.a                                                  | Проводить в жизнь принцип особого и дифференцированного режима для развивающихся стран, особенно наименее развитых стран, в соответствии с соглашениями Всемирной торговой организации | 10.a.1         | Доля товарных позиций наименее развитых стран и развивающихся стран, к которым применяются нулевые тарифы |
| 10   | Сокращение неравенства внутри стран и между ними | 10.b                                                  | Поощрять выделение официальной помощи в целях развития и финансовые потоки, в том числе прямые иностранные инвестиции, в наиболее нуждающиеся государства, особенно в наименее развитые страны, африканские страны, малые островные развивающиеся государства и развивающиеся страны, не имеющие выхода к морю, в соответствии с их национальными планами и программами | 10.b.1         | Совокупный объем потоков ресурсов в целях развития в разбивке по странам-получателям и странам-донорам и видам потоков (например, официальная помощь в целях развития, прямые иностранные инвестиции и прочие финансовые потоки) |
| 10   | Сокращение неравенства внутри стран и между ними | 10.c                                                  | К 2030 году сократить операционные затраты, связанные с переводом мигрантами денежных средств, до менее 3 процентов от суммы перевода и ликвидировать каналы денежных переводов, у которых эти затраты превышают 5 процентов | 10.c.1         | Стоимость перевода в процентном отношении к переводимой сумме |
| 11   | Обеспечение открытости, безопасности, жизнестойкости и экологической устойчивости городов и населенных пунктов | 11.1                                                  | К 2030 году обеспечить всеобщий доступ к достаточному, безопасному и недорогому жилью и основным услугам и благоустроить трущобы | 11.1.1         | Доля городского населения, проживающего в трущобах, неформальных поселениях или в неудовлетворительных жилищных условиях |
| 11   | Обеспечение открытости, безопасности, жизнестойкости и экологической устойчивости городов и населенных пунктов | 11.2                                                  | К 2030 году обеспечить, чтобы все могли пользоваться безопасными, недорогими, доступными и экологически устойчивыми транспортными системами, на основе повышения безопасности дорожного движения, в частности расширения использования общественного транспорта, уделяя особое внимание нуждам тех, кто находится в уязвимом положении, женщин, детей, инвалидов и пожилых лиц | 11.2.1         | Доля населения, имеющего удобный доступ к общественному транспорту, в разбивке по полу, возрасту и признаку инвалидности |
| 11   | Обеспечение открытости, безопасности, жизнестойкости и экологической устойчивости городов и населенных пунктов | 11.3                                                  | К 2030 году расширить масштабы открытой для всех и экологически устойчивой урбанизации и возможности для комплексного и устойчивого планирования населенных пунктов и управления ими на основе широкого участия во всех странах | 11.3.1         | Соотношение темпов застройки и темпов роста населения |
| 11   | Обеспечение открытости, безопасности, жизнестойкости и экологической устойчивости городов и населенных пунктов | 11.3                                                  | К 2030 году расширить масштабы открытой для всех и экологически устойчивой урбанизации и возможности для комплексного и устойчивого планирования населенных пунктов и управления ими на основе широкого участия во всех странах | 11.3.2         | Доля городов, в которых регулярно и на демократической основе функционируют структуры, обеспечивающие прямое участие гражданского общества в градостроительном планировании и управлении городским хозяйством |
| 11   | Обеспечение открытости, безопасности, жизнестойкости и экологической устойчивости городов и населенных пунктов | 11.4                                                  | Активизировать усилия по защите и сохранению всемирного культурного и природного наследия | 11.4.1         | Общая сумма расходов (государственных и частных) в расчете на душу населения на цели сохранения и защиты всего культурного и природного наследия в разбивке по видам наследия (культурное, природное, смешанного характера и признанное объектом всемирного наследия Центром всемирного наследия), уровню государственной подведомственности (национальный, региональный и местный/ муниципальный), видам расходов (эксплуатационные расходы/капиталовложения) и видам частного финансирования (пожертвования в натуральной форме, частный некоммерческий сектор и спонсорство)           |
| 11   | Обеспечение открытости, безопасности, жизнестойкости и экологической устойчивости городов и населенных пунктов | 11.5                                                  | К 2030 году существенно сократить число погибших и пострадавших и значительно уменьшить прямой экономический ущерб в виде потерь мирового валового внутреннего продукта в результате бедствий, в том числе связанных с водой, уделяя особое внимание защите малоимущих и уязвимых групп населения | 11.5.1         | Число погибших, пропавших без вести и пострадавших непосредственно в результате бедствий на 100 000 человек |
| 11   | Обеспечение открытости, безопасности, жизнестойкости и экологической устойчивости городов и населенных пунктов | 11.5                                                  | К 2030 году существенно сократить число погибших и пострадавших и значительно уменьшить прямой экономический ущерб в виде потерь мирового валового внутреннего продукта в результате бедствий, в том числе связанных с водой, уделяя особое внимание защите малоимущих и уязвимых групп населения | 11.5.2         | Прямые экономические потери в процентном отношении к общемировому ВВП, ущерб важнейшим объектам инфраструктуры и число обусловленных бедствиями сбоев в работе основных служб |
| 11   | Обеспечение открытости, безопасности, жизнестойкости и экологической устойчивости городов и населенных пунктов | 11.6                                                  | К 2030 году уменьшить негативное экологическое воздействие городов в пересчете на душу населения, в том числе посредством уделения особого внимания качеству воздуха и удалению городских и других отходов | 11.6.1         | Доля твердых бытовых отходов, которые регулярно собираются и надлежащим образом удаляются, в общей массе городских отходов |
| 11   | Обеспечение открытости, безопасности, жизнестойкости и экологической устойчивости городов и населенных пунктов | 11.6                                                  | К 2030 году уменьшить негативное экологическое воздействие городов в пересчете на душу населения, в том числе посредством уделения особого внимания качеству воздуха и удалению городских и других отходов | 11.6.2         | Среднегодовой уровень содержания мелких твердых частиц (например, класса PM2.5 и PM10) в атмосфере городов (в пересчете на численность населения) |
| 11   | Обеспечение открытости, безопасности, жизнестойкости и экологической устойчивости городов и населенных пунктов | 11.7                                                  | К 2030 году обеспечить всеобщий доступ к безопасным, доступным и открытым для всех зеленым зонам и общественным местам, особенно для женщин и детей, пожилых людей и инвалидов | 11.7.1         | Средняя доля застроенной городской территории, относящейся к открытым для всех общественным местам, с указанием доступности в разбивке по полу, возрасту и признаку инвалидности |
| 11   | Обеспечение открытости, безопасности, жизнестойкости и экологической устойчивости городов и населенных пунктов | 11.7                                                  | К 2030 году обеспечить всеобщий доступ к безопасным, доступным и открытым для всех зеленым зонам и общественным местам, особенно для женщин и детей, пожилых людей и инвалидов | 11.7.2         | Доля лиц, подвергшихся физическим или сексуальным домогательствам, в разбивке по полу, возрасту, признаку инвалидности и месту происшествия за последние 12 месяцев |
| 11   | Обеспечение открытости, безопасности, жизнестойкости и экологической устойчивости городов и населенных пунктов | 11.a                                                  | Поддерживать позитивные экономические, социальные и экологические связи между городскими, пригородными и сельскими районами на основе повышения качества планирования национального и регионального развития | 11.a.1         | Доля населения, живущего в городах, осуществляющих городские и региональные планы застройки, в которых учитываются прогнозы роста населения и потребности в ресурсах, в разбивке по размерам городов |
| 11   | Обеспечение открытости, безопасности, жизнестойкости и экологической устойчивости городов и населенных пунктов | 11.b                                                  | К 2020 году значительно увеличить число городов и населенных пунктов, принявших и осуществляющих комплексные стратегии и планы, направленные на устранение социальных барьеров, повышение эффективности использования ресурсов, смягчение последствий изменения климата, адаптацию к его изменению и способность противостоять стихийным бедствиям, и разработать и внедрить в соответствии с Сендайской рамочной программой по снижению риска бедствий на 2015—2030 годы меры по комплексному управлению связанными с бедствиями рисками на всех уровнях | 11.b.1         | Число стран, принявших и осуществляющих национальные стратегии снижения риска бедствий в соответствии с Сендайской рамочной программой по снижению риска бедствий на 2015—2030 годы |
| 11   | Обеспечение открытости, безопасности, жизнестойкости и экологической устойчивости городов и населенных пунктов | 11.b                                                  | К 2020 году значительно увеличить число городов и населенных пунктов, принявших и осуществляющих комплексные стратегии и планы, направленные на устранение социальных барьеров, повышение эффективности использования ресурсов, смягчение последствий изменения климата, адаптацию к его изменению и способность противостоять стихийным бедствиям, и разработать и внедрить в соответствии с Сендайской рамочной программой по снижению риска бедствий на 2015—2030 годы меры по комплексному управлению связанными с бедствиями рисками на всех уровнях | 11.b.2         | Доля местных органов власти, принявших и осуществляющих местные стратегии снижения риска бедствий в соответствии с национальными стратегиями снижения риска бедствий |
| 11   | Обеспечение открытости, безопасности, жизнестойкости и экологической устойчивости городов и населенных пунктов | 11.c                                                  | Оказывать наименее развитым странам содействие, в том числе посредством финансовой и технической помощи, в строительстве экологически устойчивых и прочных зданий с использованием местных материалов | 11.c.1         | Доля финансовой поддержки наименее развитых стран, выделяемой на строительство экологичных, прочных и ресурсосберегающих зданий и переоборудование зданий для обеспечения их экологичности, прочности и экономии ресурсов с использованием местных материалов |
| 12   | Обеспечение перехода к рациональным моделям потребления и производства | 12.1                                                  | Осуществлять Десятилетнюю стратегию действий по переходу к использованию рациональных моделей потребления и производства с участием всех стран, причем первыми к ней должны приступить развитые страны, и с учетом развития и потенциала развивающихся стран | 12.1.1         | Число стран, имеющих национальный план действий по переходу к рациональным моделям потребления и производства или включивших рациональное потребление и производство в качестве приоритета или задачи в национальную стратегию |
| 12   | Обеспечение перехода к рациональным моделям потребления и производства | 12.2                                                  | К 2030 году добиться рационального освоения и эффективного использования природных ресурсов | 12.2.1         | Совокупные ресурсозатраты и ресурсозатраты на душу населения и в процентном отношении к ВВП |
| 12   | Обеспечение перехода к рациональным моделям потребления и производства | 12.2                                                  | К 2030 году добиться рационального освоения и эффективного использования природных ресурсов | 12.2.2         | Совокупное внутреннее материальное потребление и внутреннее материальное потребление на душу населения и в процентном отношении к ВВП |
| 12   | Обеспечение перехода к рациональным моделям потребления и производства | 12.3                                                  | К 2030 году сократить вдвое в пересчете на душу населения общемировое количество пищевых отходов на розничном и потребительском уровнях и уменьшить потери продовольствия в производственно-сбытовых цепочках, в том числе послеуборочные потери | 12.3.1         | a) Индекс потерь продовольствия и b) индекс пищевых отходов |
| 12   | Обеспечение перехода к рациональным моделям потребления и производства | 12.4                                                  | К 2020 году добиться экологически рационального использования химических веществ и всех отходов на протяжении всего их жизненного цикла в соответствии с согласованными международными принципами и существенно сократить их попадание в воздух, воду и почву, чтобы свести к минимуму их негативное воздействие на здоровье людей и окружающую среду | 12.4.1         | Число сторон международных многосторонних экологических соглашений по опасным и иным химических веществам и отходам, выполняющих свои обязательства и обязанности по передаче информации в соответствии с требованиями каждого соглашения |
| 12   | Обеспечение перехода к рациональным моделям потребления и производства | 12.4                                                  | К 2020 году добиться экологически рационального использования химических веществ и всех отходов на протяжении всего их жизненного цикла в соответствии с согласованными международными принципами и существенно сократить их попадание в воздух, воду и почву, чтобы свести к минимуму их негативное воздействие на здоровье людей и окружающую среду | 12.4.2         | Образование опасных отходов на душу населения и доля обрабатываемых опасных отходов в разбивке по видам обработки |
| 12   | Обеспечение перехода к рациональным моделям потребления и производства | 12.5                                                  | К 2030 году существенно уменьшить объем отходов путем принятия мер по предотвращению их образования, их сокращению, переработке и повторному использованию | 12.5.1         | Национальный уровень переработки отходов, масса утилизированных материалов в тоннах |
| 12   | Обеспечение перехода к рациональным моделям потребления и производства | 12.6                                                  | Рекомендовать компаниям, особенно крупным и транснациональным компаниям, применять устойчивые методы производства и отражать информацию о рациональном использовании ресурсов в своих отчетах | 12.6.1         | Число компаний, публикующих отчеты о рациональном использовании ресурсов |
| 12   | Обеспечение перехода к рациональным моделям потребления и производства | 12.7                                                  | Содействовать обеспечению экологичной практики государственных закупок в соответствии с национальными стратегиями и приоритетами | 12.7.1         | Число стран, осуществляющих стратегии и планы действий по экологизации государственных закупок |
| 12   | Обеспечение перехода к рациональным моделям потребления и производства | 12.8                                                  | К 2030 году обеспечить, чтобы люди во всем мире располагали соответствующей информацией и сведениями об устойчивом развитии и образе жизни в гармонии с природой | 12.8.1         | Статус i) воспитания в духе всемирной гражданственности и ii) пропаганды устойчивого развития (включая просвещение по проблеме изменения климата) a) в национальной политике в сфере образования; b) в учебных программах; c) в программах подготовки учителей; и d) в системе аттестации учащихся |
| 12   | Обеспечение перехода к рациональным моделям потребления и производства | 12.a                                                  | Оказывать развивающимся странам помощь в наращивании их научно-технического потенциала для перехода к более рациональным моделям потребления и производства | 12.a.1         | Объем помощи развивающимся странам в сфере научно-исследовательских и опытно-конструкторских работ в интересах обеспечения рационального потребления и производства и внедрения экологически безопасных технологий |
| 12   | Обеспечение перехода к рациональным моделям потребления и производства | 12.b                                                  | Разрабатывать и внедрять инструменты мониторинга влияния, оказываемого на устойчивое развитие устойчивым туризмом, который способствует созданию рабочих мест, развитию местной культуры и производству местной продукции | 12.b.1         | Число стратегий или директив и осуществляемых планов действий в области устойчивого туризма с согласованными инструментами мониторинга и оценки |
| 12   | Обеспечение перехода к рациональным моделям потребления и производства | 12.c                                                  | Рационализировать отличающееся неэффективностью субсидирование использования ископаемого топлива, ведущее к его расточительному потреблению, посредством устранения рыночных диспропорций с учетом национальных условий, в том числе путем реорганизации налогообложения и постепенного отказа от вредных субсидий там, где они существуют, для учета их экологических последствий, в полной мере принимая во внимание особые потребности и условия развивающихся стран и сводя к минимуму возможные негативные последствия для их развития таким образом, чтобы защитить интересы нуждающихся и уязвимых групп населения                                                          | 12.c.1         | Сумма субсидий на ископаемое топливо на единицу ВВП (производство и потребление) и их доля в совокупных национальных расходах на ископаемое топливо |
| 13   | Принятие срочных мер по борьбе с изменением климата и его последствиями | 13.1                                                  | Повысить сопротивляемость и способность адаптироваться к опасным климатическим явлениям и стихийным бедствиям во всех странах | 13.1.1         | Число погибших, пропавших без вести и пострадавших непосредственно в результате бедствий на 100 000 человек |
| 13   | Принятие срочных мер по борьбе с изменением климата и его последствиями | 13.1                                                  | Повысить сопротивляемость и способность адаптироваться к опасным климатическим явлениям и стихийным бедствиям во всех странах | 13.1.2         | Число стран, принявших и осуществляющих национальные стратегии снижения риска бедствий в соответствии с Сендайской рамочной программой по снижению риска бедствий на 2015—2030 годы |
| 13   | Принятие срочных мер по борьбе с изменением климата и его последствиями | 13.1                                                  | Повысить сопротивляемость и способность адаптироваться к опасным климатическим явлениям и стихийным бедствиям во всех странах | 13.1.3         | Доля местных органов власти, принявших и осуществляющих местные стратегии снижения риска бедствий в соответствии с национальными стратегиями снижения риска бедствий |
| 13   | Принятие срочных мер по борьбе с изменением климата и его последствиями | 13.2                                                  | Включить меры реагирования на изменение климата в политику, стратегии и планирование на национальном уровне | 13.2.1         | Число стран, сообщивших о создании или введении в действие комплексной политики/ стратегии/плана, повышающих их способность адаптироваться к неблагоприятным последствиям изменения климата и содействующих развитию их потенциала противодействия климатическим изменениям и снижению выбросов парниковых газов таким образом, чтобы это не ставило под угрозу производство продовольствия (включая национальный адаптационный план, определяемый на национальном уровне вклад, национальную систему информирования населения, подготовку двухгодичного обновленного доклада или другое) |
| 13   | Принятие срочных мер по борьбе с изменением климата и его последствиями | 13.3                                                  | Улучшить просвещение, распространение информации и возможности людей и учреждений по смягчению остроты и ослаблению последствий изменения климата, адаптации к ним и раннему предупреждению | 13.3.1         | Число стран, включивших вопросы смягчения остроты и ослабления последствий изменения климата, адаптации к ним и раннего предупреждения в учебные программы начальной и средней школы и высших учебных заведений |
| 13   | Принятие срочных мер по борьбе с изменением климата и его последствиями | 13.3                                                  | Улучшить просвещение, распространение информации и возможности людей и учреждений по смягчению остроты и ослаблению последствий изменения климата, адаптации к ним и раннему предупреждению | 13.3.2         | Число стран, сообщивших об укреплении институциональных, системных и индивидуальных возможностей для осуществления мер в области адаптации к климатическим изменениям, смягчения их последствий и передачи и развития технологии |
| 13   | Принятие срочных мер по борьбе с изменением климата и его последствиями | 13.a                                                  | Выполнить взятое на себя развитыми странами, являющимися участниками Рамочной конвенции Организации Объединенных Наций об изменении климата, обязательство достичь цели ежегодной мобилизации к 2020 году общими усилиями 100 млрд долл. США из всех источников для удовлетворения потребностей развивающихся стран в контексте принятия конструктивных мер по смягчению остроты последствий изменения климата и обеспечения прозрачности их осуществления, а также обеспечить полномасштабное функционирование Зеленого климатического фонда путем его капитализации в кратчайшие возможные сроки                                                                                 | 13.a.1         | Сумма (в долл. США), мобилизованная за год с 2020 по 2025 год в соответствии с обязательством по мобилизации 100 млрд долл. США |
| 13   | Принятие срочных мер по борьбе с изменением климата и его последствиями | 13.b                                                  | Содействовать созданию механизмов по укреплению возможностей планирования и управления, связанных с изменением климата, в наименее развитых странах и малых островных развивающихся государствах, уделяя при этом повышенное внимание женщинам, молодежи, а также местным и маргинализированным общинам | 13.b.1         | Число наименее развитых стран и малых островных развивающихся государств, которые получают специализированную поддержку, в том числе ориентированную на женщин, молодежь и местные и маргинализированные общины, и величина такой поддержки, включая финансирование, технологии и укрепление потенциала, предоставляемой для создания механизмов, расширяющих возможности в части планирования и управления, связанных с изменением климата |
| 14   | Сохранение и рациональное использование океанов, морей и морских ресурсов в интересах устойчивого развития | 14.1                                                  | К 2025 году обеспечить предотвращение и существенное сокращение любого загрязнения морской среды, в особенности вследствие деятельности на суше, включая загрязнение морским мусором и питательными веществами | 14.1.1         | Индекс прибрежной эвтрофикации и плотность плавающего лома пластмасс |
| 14   | Сохранение и рациональное использование океанов, морей и морских ресурсов в интересах устойчивого развития | 14.2                                                  | К 2020 году обеспечить рациональное использование и защиту морских и прибрежных экосистем с целью предотвратить значительное отрицательное воздействие, в том числе путем повышения стойкости этих экосистем, и принять меры по их восстановлению для обеспечения хорошего экологического состояния и продуктивности океанов | 14.2.1         | Доля национальных исключительных экономических зон, в управлении которыми применяются экосистемные подходы |
| 14   | Сохранение и рациональное использование океанов, морей и морских ресурсов в интересах устойчивого развития | 14.3                                                  | Минимизировать и ликвидировать последствия закисления океана, в том числе благодаря развитию научного сотрудничества на всех уровнях | 14.3.1         | Средняя кислотность (pH) морской воды, измеряемая в согласованной группе репрезентативных станций отбора проб |
| 14   | Сохранение и рациональное использование океанов, морей и морских ресурсов в интересах устойчивого развития | 14.4                                                  | К 2020 году обеспечить эффективное регулирование добычи и положить конец перелову, незаконному, несообщаемому и нерегулируемому рыбному промыслу и губительной рыбопромысловой практике, а также выполнить научно обоснованные планы хозяйственной деятельности, для того чтобы восстановить рыбные запасы в кратчайшие возможные сроки, доведя их по крайней мере до таких уровней, которые способны обеспечивать максимальный экологически рациональный улов с учетом биологических характеристик этих запасов | 14.4.1         | Доля рыбных запасов, находящихся в биологически устойчивых пределах |
| 14   | Сохранение и рациональное использование океанов, морей и морских ресурсов в интересах устойчивого развития | 14.5                                                  | К 2020 году охватить природоохранными мерами по крайней мере 10 процентов прибрежных и морских районов в соответствии с национальным законодательством и международным правом и на основе наилучшей имеющейся научной информации | 14.5.1         | Доля охраняемых морских районов |
| 14   | Сохранение и рациональное использование океанов, морей и морских ресурсов в интересах устойчивого развития | 14.6                                                  | К 2020 году запретить некоторые формы субсидий для рыбного промысла, содействующие созданию чрезмерных мощностей и перелову, отменить субсидии, содействующие незаконному, несообщаемому и нерегулируемому рыбному промыслу, и воздерживаться от введения новых таких субсидий, признавая, что надлежащее и эффективное применение особого и дифференцированного режима в отношении развивающихся и наименее развитых стран должно быть неотъемлемой частью переговоров по вопросу о субсидировании рыбного промысла, которые ведутся в рамках Всемирной торговой организации | 14.6.1         | Степень соблюдения международно-правовых документов по борьбе с незаконным, несообщаемым и нерегулируемым рыбным промыслом |
| 14   | Сохранение и рациональное использование океанов, морей и морских ресурсов в интересах устойчивого развития | 14.7                                                  | К 2030 году повысить экономические выгоды, получаемые малыми островными развивающимися государствами и наименее развитыми странами от экологически рационального использования морских ресурсов, в том числе благодаря экологически рациональной организации рыбного хозяйства, аквакультуры и туризма | 14.7.1         | Экологически рациональный рыбный промысел в процентах от ВВП в малых островных развивающихся государствах, в наименее развитых странах и во всех странах |
| 14   | Сохранение и рациональное использование океанов, морей и морских ресурсов в интересах устойчивого развития | 14.a                                                  | Увеличить объем научных знаний, расширить научные исследования и обеспечить передачу морских технологий, принимая во внимание Критерии и руководящие принципы в отношении передачи морских технологий, разработанные Межправительственной океанографической комиссией, с тем чтобы улучшить экологическое состояние океанской среды и повысить вклад морского биоразнообразия в развитие развивающихся стран, особенно малых островных развивающихся государств и наименее развитых стран | 14.a.1         | Доля бюджетных ассигнований на научные исследования в области морских технологий в общем объеме бюджетных ассигнований на научные исследования |
| 14   | Сохранение и рациональное использование океанов, морей и морских ресурсов в интересах устойчивого развития | 14.b                                                  | Обеспечить доступ мелких хозяйств, занимающихся кустарным рыбным промыслом, к морским ресурсам и рынкам | 14.b.1         | Степень применения нормативно-правовых/ стратегических/институциональных рамок, обеспечивающих признание и защиту прав доступа мелких рыбопромысловых предприятий |
| 14   | Сохранение и рациональное использование океанов, морей и морских ресурсов в интересах устойчивого развития | 14.c                                                  | Улучшить работу по сохранению и рациональному использованию океанов и их ресурсов путем соблюдения норм международного права, закрепленных в Конвенции Организации Объединенных Наций по морскому праву, которая, как отмечено в пункте 158 документа «Будущее, которого мы хотим», закладывает юридическую базу для сохранения и рационального использования Мирового океана и его ресурсов | 14.c.1         | Число стран, добившихся прогресса в ратификации, принятии и осуществлении, по линии правовых, стратегических и институциональных рамок, правовых документов по вопросам Мирового океана, направленных на осуществление закрепленных в Конвенции Организации Объединенных Наций по морскому праву норм международного права, касающихся сохранения и рационального использования Мирового океана и его ресурсов |
| 15   | Защита и восстановление экосистем суши и содействие их рациональному использованию, рациональное лесопользование, борьба с опустыниванием, прекращение и обращение вспять процесса деградации земель и прекращение процесса утраты биологического разнообразия                                         | 15.1                                                  | К 2020 году обеспечить сохранение, восстановление и рациональное использование наземных и внутренних пресноводных экосистем и их услуг, в том числе лесов, водно-болотных угодий, гор и засушливых земель, в соответствии с обязательствами, вытекающими из международных соглашений соглашений | 15.1.1         | Площадь лесов в процентном отношении к общей площади суши |
| 15   | Защита и восстановление экосистем суши и содействие их рациональному использованию, рациональное лесопользование, борьба с опустыниванием, прекращение и обращение вспять процесса деградации земель и прекращение процесса утраты биологического разнообразия                                         | 15.1                                                  | К 2020 году обеспечить сохранение, восстановление и рациональное использование наземных и внутренних пресноводных экосистем и их услуг, в том числе лесов, водно-болотных угодий, гор и засушливых земель, в соответствии с обязательствами, вытекающими из международных соглашений соглашений | 15.1.2         | Доля важных с точки зрения биологического разнообразия районов суши и пресноводных районов, находящихся под охраной, в разбивке по видам экосистем |
| 15   | Защита и восстановление экосистем суши и содействие их рациональному использованию, рациональное лесопользование, борьба с опустыниванием, прекращение и обращение вспять процесса деградации земель и прекращение процесса утраты биологического разнообразия                                         | 15.2                                                  | К 2020 году содействовать внедрению методов рационального использования всех типов лесов, остановить обезлесение, восстановить деградировавшие леса и значительно расширить масштабы лесонасаждения и лесовосстановления во всем мире | 15.2.1         | Прогресс в переходе на неистощительное ведение лесного хозяйства |
| 15   | Защита и восстановление экосистем суши и содействие их рациональному использованию, рациональное лесопользование, борьба с опустыниванием, прекращение и обращение вспять процесса деградации земель и прекращение процесса утраты биологического разнообразия                                         | 15.3                                                  | К 2030 году вести борьбу с опустыниванием, восстановить деградировавшие земли и почвы, включая земли, затронутые опустыниванием, засухами и наводнениями, и стремиться к тому, чтобы во всем мире не ухудшалось состояние земель | 15.3.1         | Площадь деградировавших земель в процентном отношении к общей площади суши |
| 15   | Защита и восстановление экосистем суши и содействие их рациональному использованию, рациональное лесопользование, борьба с опустыниванием, прекращение и обращение вспять процесса деградации земель и прекращение процесса утраты биологического разнообразия                                         | 15.4                                                  | К 2030 году обеспечить сохранение горных экосистем, в том числе их биоразнообразия, для того чтобы повысить их способность давать блага, необходимые для устойчивого развития | 15.4.1         | Доля охраняемых районов среди важных для горного биоразнообразия участков |
| 15   | Защита и восстановление экосистем суши и содействие их рациональному использованию, рациональное лесопользование, борьба с опустыниванием, прекращение и обращение вспять процесса деградации земель и прекращение процесса утраты биологического разнообразия                                         | 15.4                                                  | К 2030 году обеспечить сохранение горных экосистем, в том числе их биоразнообразия, для того чтобы повысить их способность давать блага, необходимые для устойчивого развития | 15.4.2         | Индекс растительного покрова гор |
| 15   | Защита и восстановление экосистем суши и содействие их рациональному использованию, рациональное лесопользование, борьба с опустыниванием, прекращение и обращение вспять процесса деградации земель и прекращение процесса утраты биологического разнообразия                                         | 15.5                                                  | Незамедлительно принять значимые меры по сдерживанию деградации природных сред обитания, остановить утрату биологического разнообразия и к 2020 году обеспечить сохранение и предотвращение исчезновения видов, находящихся под угрозой вымирания | 15.5.1         | Индекс Красного списка |
| 15   | Защита и восстановление экосистем суши и содействие их рациональному использованию, рациональное лесопользование, борьба с опустыниванием, прекращение и обращение вспять процесса деградации земель и прекращение процесса утраты биологического разнообразия                                         | 15.6                                                  | Содействовать справедливому распределению благ от использования генетических ресурсов и способствовать обеспечению надлежащего доступа к таким ресурсам на согласованных на международном уровне условиях | 15.6.1         | Число стран, принявших комплексы законодательных, административных и директивных мер, обеспечивающих справедливое и недискриминационное распределение благ |
| 15   | Защита и восстановление экосистем суши и содействие их рациональному использованию, рациональное лесопользование, борьба с опустыниванием, прекращение и обращение вспять процесса деградации земель и прекращение процесса утраты биологического разнообразия                                         | 15.7                                                  | Незамедлительно принять меры для того, чтобы положить конец браконьерству и контрабандной торговле охраняемыми видами флоры и фауны и решить проблемы, касающиеся как спроса на незаконные продукты живой природы, так и их предложения | 15.7.1         | Доля диких животных, являющихся объектом браконьерства или незаконного оборота, среди видов, которыми ведется торговля |
| 15   | Защита и восстановление экосистем суши и содействие их рациональному использованию, рациональное лесопользование, борьба с опустыниванием, прекращение и обращение вспять процесса деградации земель и прекращение процесса утраты биологического разнообразия                                         | 15.8                                                  | К 2020 году принять меры по предотвращению проникновения чужеродных инвазивных видов и по значительному уменьшению их воздействия на наземные и водные экосистемы, а также принять меры по предотвращению ограничения численности или уничтожения приоритетных видов | 15.8.1         | Доля стран, принимающих соответствующее национальное законодательство и выделяющих достаточные ресурсы для предотвращения проникновения или регулирования численности чужеродных инвазивных видов |
| 15   | Защита и восстановление экосистем суши и содействие их рациональному использованию, рациональное лесопользование, борьба с опустыниванием, прекращение и обращение вспять процесса деградации земель и прекращение процесса утраты биологического разнообразия                                         | 15.9                                                  | К 2020 году обеспечить учет ценности экосистем и биологического разнообразия в ходе общенационального и местного планирования и процессов развития, а также при разработке стратегий и планов сокращения масштабов бедности | 15.9.1         | Прогресс в достижении национальных целевых показателей, установленных в соответствии с Айтинской целевой задачей 2 по биоразнообразию в рамках Стратегического плана по биоразнообразию на 2011—2020 годы |
| 15   | Защита и восстановление экосистем суши и содействие их рациональному использованию, рациональное лесопользование, борьба с опустыниванием, прекращение и обращение вспять процесса деградации земель и прекращение процесса утраты биологического разнообразия                                         | 15.a                                                  | Мобилизовать и значительно увеличить финансовые ресурсы из всех источников в целях сохранения и рационального использования биологического разнообразия и экосистем | 15.a.1         | Объем официальной помощи в целях развития и государственных средств, выделяемых на сохранение и рациональное использование биоразнообразия и экосистем |
| 15   | Защита и восстановление экосистем суши и содействие их рациональному использованию, рациональное лесопользование, борьба с опустыниванием, прекращение и обращение вспять процесса деградации земель и прекращение процесса утраты биологического разнообразия                                         | 15.b                                                  | Мобилизовать значительные ресурсы из всех источников и на всех уровнях для финансирования рационального лесопользования и дать развивающимся странам адекватные стимулы для применения таких методов управления, в том числе в целях сохранения и восстановления лесов | 15.b.1         | Объем официальной помощи в целях развития и государственных средств, выделяемых на сохранение и рациональное использование биоразнообразия и экосистем |
| 15   | Защита и восстановление экосистем суши и содействие их рациональному использованию, рациональное лесопользование, борьба с опустыниванием, прекращение и обращение вспять процесса деградации земель и прекращение процесса утраты биологического разнообразия                                         | 15.c                                                  | Активизировать глобальные усилия по борьбе с браконьерством и контрабандной торговлей охраняемыми видами, в том числе путем расширения имеющихся у местного населения возможностей получать средства к существованию экологически безопасным образом | 15.c.1         | Доля диких животных, являющихся объектом браконьерства или незаконного оборота, среди видов, которыми ведется торговля |
| 16   | Содействие построению миролюбивого и открытого общества в интересах устойчивого развития, обеспечение доступа к правосудию для всех и создание эффективных, подотчетных и основанных на широком участии учреждений на всех уровнях                                                                     | 16.1                                                  | Значительно сократить распространенность всех форм насилия и уменьшить показатели смертности от этого явления во всем мире | 16.1.1         | Число жертв умышленных убийств на 100 000 человек в разбивке по возрастной группе и полу |
| 16   | Содействие построению миролюбивого и открытого общества в интересах устойчивого развития, обеспечение доступа к правосудию для всех и создание эффективных, подотчетных и основанных на широком участии учреждений на всех уровнях                                                                     | 16.1                                                  | Значительно сократить распространенность всех форм насилия и уменьшить показатели смертности от этого явления во всем мире | 16.1.2         | Число связанных с конфликтами смертей на 100 000 человек (в разбивке по возрастной группе, полу и причине) |
| 16   | Содействие построению миролюбивого и открытого общества в интересах устойчивого развития, обеспечение доступа к правосудию для всех и создание эффективных, подотчетных и основанных на широком участии учреждений на всех уровнях                                                                     | 16.1                                                  | Значительно сократить распространенность всех форм насилия и уменьшить показатели смертности от этого явления во всем мире | 16.1.3         | Доля населения, в последние 12 месяцев подвергшегося a) физическому, b) психологическому и c) сексуальному насилию |
| 16   | Содействие построению миролюбивого и открытого общества в интересах устойчивого развития, обеспечение доступа к правосудию для всех и создание эффективных, подотчетных и основанных на широком участии учреждений на всех уровнях                                                                     | 16.1                                                  | Значительно сократить распространенность всех форм насилия и уменьшить показатели смертности от этого явления во всем мире | 16.1.4         | Доля людей, чувствующих себя в безопасности, когда они идут одни по улице в своем районе |
| 16   | Содействие построению миролюбивого и открытого общества в интересах устойчивого развития, обеспечение доступа к правосудию для всех и создание эффективных, подотчетных и основанных на широком участии учреждений на всех уровнях                                                                     | 16.2                                                  | Положить конец надругательствам, эксплуатации, торговле и всем формам насилия и пыток в отношении детей | 16.2.1         | Доля детей в возрасте от 1 года до 17 лет, в последний месяц подвергшихся любому физическому наказанию и/или психологической агрессии со стороны тех, кто обеспечивает уход за ними |
| 16   | Содействие построению миролюбивого и открытого общества в интересах устойчивого развития, обеспечение доступа к правосудию для всех и создание эффективных, подотчетных и основанных на широком участии учреждений на всех уровнях                                                                     | 16.2                                                  | Положить конец надругательствам, эксплуатации, торговле и всем формам насилия и пыток в отношении детей | 16.2.2         | Число жертв торговли людьми на 100 000 человек в разбивке по полу, возрасту и форме эксплуатации |
| 16   | Содействие построению миролюбивого и открытого общества в интересах устойчивого развития, обеспечение доступа к правосудию для всех и создание эффективных, подотчетных и основанных на широком участии учреждений на всех уровнях                                                                     | 16.2                                                  | Положить конец надругательствам, эксплуатации, торговле и всем формам насилия и пыток в отношении детей | 16.2.3         | Доля молодых женщин и мужчин в возрасте от 18 до 24 лет, подвергшихся сексуальному насилию до достижения 18 лет |
| 16   | Содействие построению миролюбивого и открытого общества в интересах устойчивого развития, обеспечение доступа к правосудию для всех и создание эффективных, подотчетных и основанных на широком участии учреждений на всех уровнях                                                                     | 16.3                                                  | Содействовать верховенству права на национальном и международном уровнях и обеспечить всем равный доступ к правосудию | 16.3.1         | Доля жертв насилия, которые в последние 12 месяцев подали соответствующую жалобу в компетентные органы или другие официально признанные механизмы урегулирования конфликтов |
| 16   | Содействие построению миролюбивого и открытого общества в интересах устойчивого развития, обеспечение доступа к правосудию для всех и создание эффективных, подотчетных и основанных на широком участии учреждений на всех уровнях                                                                     | 16.3                                                  | Содействовать верховенству права на национальном и международном уровнях и обеспечить всем равный доступ к правосудию | 16.3.2         | Доля лиц, задерживаемых до вынесения приговора, в общей численности лиц, содержащихся под стражей |
| 16   | Содействие построению миролюбивого и открытого общества в интересах устойчивого развития, обеспечение доступа к правосудию для всех и создание эффективных, подотчетных и основанных на широком участии учреждений на всех уровнях                                                                     | 16.4                                                  | К 2030 году значительно уменьшить незаконные финансовые потоки и потоки оружия, активизировать деятельность по обнаружению и возвращению похищенных активов и вести борьбу со всеми формами организованной преступности | 16.4.1         | Общий объем входящих и исходящих незаконных финансовых потоков (в долларах США в текущих ценах) |
| 16   | Содействие построению миролюбивого и открытого общества в интересах устойчивого развития, обеспечение доступа к правосудию для всех и создание эффективных, подотчетных и основанных на широком участии учреждений на всех уровнях                                                                     | 16.4                                                  | К 2030 году значительно уменьшить незаконные финансовые потоки и потоки оружия, активизировать деятельность по обнаружению и возвращению похищенных активов и вести борьбу со всеми формами организованной преступности | 16.4.2         | Доля изъятого, обнаруженного или сданного оружия, незаконное происхождение или обстоятельства приобретения которого было отслежено или установлено компетентным органом в соответствии с международными документами |
| 16   | Содействие построению миролюбивого и открытого общества в интересах устойчивого развития, обеспечение доступа к правосудию для всех и создание эффективных, подотчетных и основанных на широком участии учреждений на всех уровнях                                                                     | 16.5                                                  | Значительно сократить масштабы коррупции и взяточничества во всех их формах | 16.5.1         | Доля лиц, которые в предыдущие 12 месяцев хотя бы один раз имели контакт с государственным должностным лицом и которые заплатили взятку государственному должностному лицу или от которых это государственное должностное лицо требовало взятку |
| 16   | Содействие построению миролюбивого и открытого общества в интересах устойчивого развития, обеспечение доступа к правосудию для всех и создание эффективных, подотчетных и основанных на широком участии учреждений на всех уровнях                                                                     | 16.5                                                  | Значительно сократить масштабы коррупции и взяточничества во всех их формах | 16.5.2         | Доля коммерческих компаний, которые в предыдущие 12 месяцев хотя бы один раз имели контакт с государственным должностным лицом и которые заплатили взятку государственному должностному лицу или от которых это государственное должностное лицо требовало взятку |
| 16   | Содействие построению миролюбивого и открытого общества в интересах устойчивого развития, обеспечение доступа к правосудию для всех и создание эффективных, подотчетных и основанных на широком участии учреждений на всех уровнях                                                                     | 16.6                                                  | Создать эффективные, подотчетные и прозрачные учреждения на всех уровнях | 16.6.1         | Первичные расходы правительства в процентном отношении к первоначальному утвержденному бюджету в разбивке по секторам (по кодам бюджетной классификации или аналогичным категориям) |
| 16   | Содействие построению миролюбивого и открытого общества в интересах устойчивого развития, обеспечение доступа к правосудию для всех и создание эффективных, подотчетных и основанных на широком участии учреждений на всех уровнях                                                                     | 16.6                                                  | Создать эффективные, подотчетные и прозрачные учреждения на всех уровнях | 16.6.2         | Доля населения, удовлетворенного последним опытом использования государственных услуг |
| 16   | Содействие построению миролюбивого и открытого общества в интересах устойчивого развития, обеспечение доступа к правосудию для всех и создание эффективных, подотчетных и основанных на широком участии учреждений на всех уровнях                                                                     | 16.7                                                  | Обеспечить ответственное принятие решений репрезентативными органами на всех уровнях с участием всех слоев общества | 16.7.1         | Доля должностей в национальных и местных учреждениях, в том числе a) в законодательных собраниях; b) на государственной службе; c) в судебных органах, в сравнении с национальным распределением в разбивке по возрастной группе, полу, признаку инвалидности и группе населения |
| 16   | Содействие построению миролюбивого и открытого общества в интересах устойчивого развития, обеспечение доступа к правосудию для всех и создание эффективных, подотчетных и основанных на широком участии учреждений на всех уровнях                                                                     | 16.7                                                  | Обеспечить ответственное принятие решений репрезентативными органами на всех уровнях с участием всех слоев общества | 16.7.2         | Доля населения, считающего процесс принятия решений всеохватывающим и оперативным, в разбивке по полу, возрасту, признаку инвалидности и группе населения |
| 16   | Содействие построению миролюбивого и открытого общества в интересах устойчивого развития, обеспечение доступа к правосудию для всех и создание эффективных, подотчетных и основанных на широком участии учреждений на всех уровнях                                                                     | 16.8                                                  | Расширить и активизировать участие развивающихся стран в деятельности органов глобального регулирования | 16.8.1         | Доля развивающихся стран в членском составе международных организаций и удельный вес их голосов |
| 16   | Содействие построению миролюбивого и открытого общества в интересах устойчивого развития, обеспечение доступа к правосудию для всех и создание эффективных, подотчетных и основанных на широком участии учреждений на всех уровнях                                                                     | 16.9                                                  | К 2030 году обеспечить наличие у всех людей законных удостоверений личности, включая свидетельства о рождении | 16.9.1         | Доля детей в возрасте до пяти лет, рождение которых было зарегистрировано в гражданских органах, в разбивке по возрасту |
| 16   | Содействие построению миролюбивого и открытого общества в интересах устойчивого развития, обеспечение доступа к правосудию для всех и создание эффективных, подотчетных и основанных на широком участии учреждений на всех уровнях                                                                     | 16.10                                                 | Обеспечить доступ общественности к информации и защитить основные свободы в соответствии с национальным законодательством и международными соглашениями | 16.10.1        | Число подтвержденных случаев убийства, похищения, насильственного исчезновения, произвольного задержания и пыток журналистов и связанных с ними представителей средств массовой информации, профсоюзных деятелей и правозащитников в последние 12 месяцев |
| 16   | Содействие построению миролюбивого и открытого общества в интересах устойчивого развития, обеспечение доступа к правосудию для всех и создание эффективных, подотчетных и основанных на широком участии учреждений на всех уровнях                                                                     | 16.10                                                 | Обеспечить доступ общественности к информации и защитить основные свободы в соответствии с национальным законодательством и международными соглашениями | 16.10.2        | Число стран, в которых приняты и действуют конституционные, законодательные и/или политические гарантии доступа граждан к информации |
| 16   | Содействие построению миролюбивого и открытого общества в интересах устойчивого развития, обеспечение доступа к правосудию для всех и создание эффективных, подотчетных и основанных на широком участии учреждений на всех уровнях                                                                     | 16.a                                                  | Укрепить соответствующие национальные учреждения, в том числе благодаря международному сотрудничеству, в целях наращивания на всех уровнях — в частности в развивающихся странах — потенциала в деле предотвращения насилия и борьбы с терроризмом и преступностью | 16.a.1         | Наличие независимых национальных правозащитных институтов, действующих в соответствии с Парижскими принципами |
| 16   | Содействие построению миролюбивого и открытого общества в интересах устойчивого развития, обеспечение доступа к правосудию для всех и создание эффективных, подотчетных и основанных на широком участии учреждений на всех уровнях                                                                     | 16.b                                                  | Поощрять и проводить в жизнь недискриминационные законы и политику в интересах устойчивого развития | 16.b.1         | Доля людей, сообщивших об испытанных ими лично в последние 12 месяцев проявлениях дискриминации или преследованиях на основании, дискриминация на котором запрещена международным правом прав человека |
| 17   | Укрепление средств осуществления и активизация работы в рамках Глобального партнерства в интересах устойчивого развития | Финансирование                                        | Финансирование | Финансирование | Финансирование |
| 17   | Укрепление средств осуществления и активизация работы в рамках Глобального партнерства в интересах устойчивого развития | 17.1                                                  | Усилить мобилизацию ресурсов из внутренних источников, в том числе благодаря международной поддержке развивающихся стран, с тем чтобы повысить национальные возможности по сбору налогов и других доходов | 17.1.1         | Общий объем государственных доходов в процентном отношении к ВВП в разбивке по источникам |
| 17   | Укрепление средств осуществления и активизация работы в рамках Глобального партнерства в интересах устойчивого развития | 17.1                                                  | Усилить мобилизацию ресурсов из внутренних источников, в том числе благодаря международной поддержке развивающихся стран, с тем чтобы повысить национальные возможности по сбору налогов и других доходов | 17.1.2         | Доля национального бюджета, финансируемая внутренними налогами |
| 17   | Укрепление средств осуществления и активизация работы в рамках Глобального партнерства в интересах устойчивого развития | 17.2                                                  | Обеспечить, чтобы развитые страны полностью выполнили свои обязательства по оказанию официальной помощи в целях развития (ОПР), в том числе взятое многими развитыми странами обязательство достичь целевого показателя выделения средств по линии ОПР развивающимся странам на уровне 0,7 процента своего валового национального дохода (ВНД) и выделения ОПР наименее развитым странам на уровне 0,15-0,20 процента своего ВНД; государствам, предоставляющим ОПР, предлагается рассмотреть вопрос о том, чтобы поставить перед собой цель выделять не менее 0,20 процента своего ВНД по линии ОПР наименее развитым странам                                                     | 17.2.1         | Чистый объем официальной помощи в целях развития (как суммарной, так и выделяемой наименее развитым странам) в процентном отношении к валовому национальному доходу доноров — членов Комитета содействия развитию ОЭСР |
| 17   | Укрепление средств осуществления и активизация работы в рамках Глобального партнерства в интересах устойчивого развития | 17.3                                                  | Мобилизовать дополнительные финансовые ресурсы из самых разных источников для развивающихся стран | 17.3.1         | Прямые иностранные инвестиции (ПИИ), официальная помощь в целях развития и сотрудничество Юг-Юг в процентном отношении к совокупному национальному бюджету |
| 17   | Укрепление средств осуществления и активизация работы в рамках Глобального партнерства в интересах устойчивого развития | 17.3                                                  | Мобилизовать дополнительные финансовые ресурсы из самых разных источников для развивающихся стран | 17.3.2         | Объем переводов (в долларах США) в процентном отношении к ВВП |
| 17   | Укрепление средств осуществления и активизация работы в рамках Глобального партнерства в интересах устойчивого развития | 17.4                                                  | Оказывать развивающимся странам помощь в целях обеспечения долгосрочной приемлемости уровня их задолженности благодаря проведению скоординированной политики, направленной на поощрение, в зависимости от обстоятельств, финансирования за счет заемных средств, облегчения долгового бремени и реструктуризации задолженности, и решить проблему внешней задолженности бедных стран с крупной задолженностью, с тем чтобы облегчить их долговое бремя | 17.4.1         | Расходы на обслуживание долга в процентном отношении к экспорту товаров и услуг |
| 17   | Укрепление средств осуществления и активизация работы в рамках Глобального партнерства в интересах устойчивого развития | 17.5                                                  | Принять и применять режимы поощрения инвестиций в интересах наименее развитых стран | 17.5.1         | Число стран, в которых приняты и действуют режимы поощрения инвестиций в интересах наименее развитых стран |
| 17   | Укрепление средств осуществления и активизация работы в рамках Глобального партнерства в интересах устойчивого развития | Технологии                                            | |                | |
| 17   | Укрепление средств осуществления и активизация работы в рамках Глобального партнерства в интересах устойчивого развития | 17.6                                                  | Расширять сотрудничество по линии Север — Юг и Юг — Юг, а также трехстороннее региональное и международное сотрудничество в областях науки, техники и инноваций и доступ к соответствующим достижениям; активизировать обмен знаниями на взаимно согласованных условиях, в том числе благодаря улучшению координации между существующими механизмами, в частности на уровне Организации Объединенных Наций, а также с помощью глобального механизма содействия передаче технологий | 17.6.1         | Число соглашений и программ научного и/или технического сотрудничества между странами в разбивке по видам сотрудничества |
| 17   | Укрепление средств осуществления и активизация работы в рамках Глобального партнерства в интересах устойчивого развития | 17.6                                                  | Расширять сотрудничество по линии Север — Юг и Юг — Юг, а также трехстороннее региональное и международное сотрудничество в областях науки, техники и инноваций и доступ к соответствующим достижениям; активизировать обмен знаниями на взаимно согласованных условиях, в том числе благодаря улучшению координации между существующими механизмами, в частности на уровне Организации Объединенных Наций, а также с помощью глобального механизма содействия передаче технологий | 17.6.2         | Число стационарных абонентов широкополосного Интернета в разбивке по скорости |
| 17   | Укрепление средств осуществления и активизация работы в рамках Глобального партнерства в интересах устойчивого развития | 17.7                                                  | Содействовать разработке, передаче, распространению и освоению экологически безопасных технологий, так чтобы их получали развивающиеся страны на взаимно согласованных благоприятных условиях, в том числе на льготных и преференциальных условиях | 17.7.1         | Общая сумма утвержденного финансирования для развивающихся стран в целях содействия разработке, передаче, распространению и освоению экологически безопасных технологий |
| 17   | Укрепление средств осуществления и активизация работы в рамках Глобального партнерства в интересах устойчивого развития | 17.8                                                  | Обеспечить к 2017 году полномасштабное функционирование банка технологий и механизма развития науки, технологий и инноваций в интересах наименее развитых стран и расширить использование высокоэффективных технологий, в частности информационно-коммуникационных технологий | 17.8.1         | Доля населения, пользующегося Интернетом |
| 17   | Укрепление средств осуществления и активизация работы в рамках Глобального партнерства в интересах устойчивого развития | Наращивание потенциала                                | |                | |
| 17   | Укрепление средств осуществления и активизация работы в рамках Глобального партнерства в интересах устойчивого развития | 17.9                                                  | Усилить международную поддержку эффективного и целенаправленного наращивания потенциала развивающихся стран для содействия реализации национальных планов достижения всех целей в области устойчивого развития, в том числе благодаря сотрудничеству по линии Север — Юг и Юг — Юг и трехстороннему сотрудничеству | 17.9.1         | Долларовый объем финансовой и технической помощи развивающимся странам(в том числе оказываемой по линии Север — Юг, Юг — Юг и в рамках трехстороннего сотрудничества) |
| 17   | Укрепление средств осуществления и активизация работы в рамках Глобального партнерства в интересах устойчивого развития | Торговля                                              | |                | |
| 17   | Укрепление средств осуществления и активизация работы в рамках Глобального партнерства в интересах устойчивого развития | 17.10                                                 | Поощрять универсальную, основанную на правилах, открытую, недискриминационную и справедливую многостороннюю торговую систему в рамках Всемирной торговой организации, в том числе благодаря завершению переговоров по ее Дохинской повестке дня в области развития | 17.10.1        | Средневзвешенный мировой уровень тарифов |
| 17   | Укрепление средств осуществления и активизация работы в рамках Глобального партнерства в интересах устойчивого развития | 17.11                                                 | Значительно увеличить экспорт развивающихся стран, в частности в целях удвоения доли наименее развитых стран в мировом экспорте к 2020 году | 17.11.1        | Доля развивающихся стран и наименее развитых стран в мировом экспорте |
| 17   | Укрепление средств осуществления и активизация работы в рамках Глобального партнерства в интересах устойчивого развития | 17.12                                                 | Обеспечить своевременное предоставление всем наименее развитым странам на долгосрочной основе беспошлинного и неквотируемого доступа на рынки в соответствии с решениями Всемирной торговой организации, в том числе путем обеспечения того, чтобы преференциальные правила происхождения, применяемые в отношении товаров, импортируемых из наименее развитых стран, были прозрачными и простыми и содействовали облегчению доступа на рынки | 17.12.1        | Средний уровень тарифов, применяемых в отношении развивающихся стран, наименее развитых стран и малых островных развивающихся государств |
| 17   | Укрепление средств осуществления и активизация работы в рамках Глобального партнерства в интересах устойчивого развития | Системные вопросы                                     | |                | |
| 17   | Укрепление средств осуществления и активизация работы в рамках Глобального партнерства в интересах устойчивого развития | Последовательность политики и деятельности учреждений | |                | |
| 17   | Укрепление средств осуществления и активизация работы в рамках Глобального партнерства в интересах устойчивого развития | 17.13                                                 | Повысить глобальную макроэкономическую стабильность, в том числе посредством координации политики и обеспечения последовательности политики | 17.13.1        | Единый набор контрольных макроэкономических показателей |
| 17   | Укрепление средств осуществления и активизация работы в рамках Глобального партнерства в интересах устойчивого развития | 17.14                                                 | Сделать более последовательной политику по обеспечению устойчивого развития | 17.14.1        | Число стран, в которых созданы механизмы для повышения согласованности политики в области устойчивого развития |
| 17   | Укрепление средств осуществления и активизация работы в рамках Глобального партнерства в интересах устойчивого развития | 17.15                                                 | Уважать имеющееся у каждой страны пространство для стратегического маневра и ее ведущую роль в разработке и проведении в жизнь политики ликвидации нищеты и политики в области устойчивого развития | 17.15.1        | Масштабы использования подготовленных странами ориентировочных перечней результатов и инструментов планирования участниками процесса сотрудничества в целях развития |
| 17   | Укрепление средств осуществления и активизация работы в рамках Глобального партнерства в интересах устойчивого развития | Партнерства с участием многих заинтересованных сторон | |                | |
| 17   | Укрепление средств осуществления и активизация работы в рамках Глобального партнерства в интересах устойчивого развития | 17.16                                                 | Укреплять Глобальное партнерство в интересах устойчивого развития, дополняемое партнерствами с участием многих заинтересованных сторон, которые мобилизуют и распространяют знания, опыт, технологии и финансовые ресурсы, с тем чтобы поддерживать достижение целей в области устойчивого развития во всех странах, особенно в развивающихся странах | 17.16.1        | Число стран, сообщающих о прогрессе в деле применения механизмов контроля за эффективностью развития с участием многих заинтересованных сторон, которые служат подспорьем в достижении целей устойчивого развития |
| 17   | Укрепление средств осуществления и активизация работы в рамках Глобального партнерства в интересах устойчивого развития | 17.17                                                 | Стимулировать и поощрять эффективное партнерство между государственными организациями, между государственным и частным секторами и между организациями гражданского общества, опираясь на опыт и стратегии использования ресурсов партнеров | 17.17.1        | Сумма (в долларах США), выделяемая на a) государственно-частные партнерства и b) партнерства организаций гражданского общества |
| 17   | Укрепление средств осуществления и активизация работы в рамках Глобального партнерства в интересах устойчивого развития | Данные, мониторинг и подотчетность                    | |                | |
| 17   | Укрепление средств осуществления и активизация работы в рамках Глобального партнерства в интересах устойчивого развития | 17.18                                                 | К 2020 году усилить поддержку в целях наращивания потенциала развивающихся стран, в том числе наименее развитых стран и малых островных развивающихся государств, с тем чтобы значительно повысить доступность высококачественных, актуальных и достоверных данных, дезагрегированных по уровню доходов, гендерной принадлежности, возрасту, расе, национальности, миграционному статусу, инвалидности, географическому местонахождению и другим характеристикам, значимым с учетом национальных условий | 17.18.1        | Доля показателей устойчивого развития, разработанных на национальном уровне с полной дезагрегацией по соответствующим признакам согласно Основополагающим принципам официальной статистики |
| 17   | Укрепление средств осуществления и активизация работы в рамках Глобального партнерства в интересах устойчивого развития | 17.18                                                 | К 2020 году усилить поддержку в целях наращивания потенциала развивающихся стран, в том числе наименее развитых стран и малых островных развивающихся государств, с тем чтобы значительно повысить доступность высококачественных, актуальных и достоверных данных, дезагрегированных по уровню доходов, гендерной принадлежности, возрасту, расе, национальности, миграционному статусу, инвалидности, географическому местонахождению и другим характеристикам, значимым с учетом национальных условий | 17.18.2        | Число, стран, имеющих национальное статистическое законодательство, соответствующее Основополагающим принципам официальной статистики |
| 17   | Укрепление средств осуществления и активизация работы в рамках Глобального партнерства в интересах устойчивого развития | 17.18                                                 | К 2020 году усилить поддержку в целях наращивания потенциала развивающихся стран, в том числе наименее развитых стран и малых островных развивающихся государств, с тем чтобы значительно повысить доступность высококачественных, актуальных и достоверных данных, дезагрегированных по уровню доходов, гендерной принадлежности, возрасту, расе, национальности, миграционному статусу, инвалидности, географическому местонахождению и другим характеристикам, значимым с учетом национальных условий | 17.18.3        | Число стран, имеющих полностью финансированный и осуществляемый национальный статистический план, в разбивке по источникам финансирования |
| 17   | Укрепление средств осуществления и активизация работы в рамках Глобального партнерства в интересах устойчивого развития | 17.19                                                 | К 2030 году, опираясь на нынешние инициативы, разработать, в дополнение к показателю валового внутреннего продукта, и другие показатели измерения прогресса в деле обеспечения устойчивого развития и содействовать наращиванию потенциала развивающихся стран в области статистики | 17.19.1        | Долларовая стоимость всех ресурсов, выделенных на наращивание потенциала развивающихся стран в области статистики |
| 17   | Укрепление средств осуществления и активизация работы в рамках Глобального партнерства в интересах устойчивого развития | 17.19                                                 | К 2030 году, опираясь на нынешние инициативы, разработать, в дополнение к показателю валового внутреннего продукта, и другие показатели измерения прогресса в деле обеспечения устойчивого развития и содействовать наращиванию потенциала развивающихся стран в области статистики | 17.19.2        | Доля стран, которые a) провели хотя бы одну перепись населения и жилищного фонда в течение последних 10 лет; и b) достигли цели регистрации рождений в 100 процентах случаев и регистрации смерти в 80 процентах случаев |

### Система индикаторов для улучшения управления природопользованием в Центральной Америке
Среди прочих систем индикаторов устойчивого развития, следует отметить систему индикаторов, разработанную для улучшения управления природопользованием в Центральной Америке. Данная система была разработана совместно Всемирным банком, Программой ООН по окружающей среде и Международным Центром тропического сельского хозяйства. Применение системы возможно на глобальном, региональном и локальных уровнях. Отличительной чертой данной системы стала наглядность результатов, так как представление индикаторов велось в виде геоинформационных систем.

### Система эколого-экономического учета
Система эколого-экономического учета (СЭЭУ) была предложена Статистическим отделом Секретариата ООН в 1993 году. Целью системы эколого-экономического учета является учет экологического фактора в национальных статистиках.
Природоохранной направленностью СЭЭУ объясняются её некоторые особенности: использование данных в натуральном представлении, самостоятельный, хотя и взаимосвязанный по отношению к традиционной системе национальных счетов, характер; применение, наряду с рыночными, нерыночных оценок.
Эколого-экономический учет — вспомогательная система. Он расширяет потенциал национальных счетов, но не рассматривается в качестве замены национального счетоводства.
Эколого-экономический учет затрагивает вопросы включения в национальное богатство наряду с капиталом, произведенным человеческим трудом, природного капитала, а также дает возможность оценить экологические затраты (истощение и воздействие на качество природных ресурсов). Природный капитал включает возобновимые ресурсы (например, леса), и невозобновимые (почва и подпочвенные активы), а также экологические услуги. Расширение экологически скорректированных макроэкономических агрегатов происходит за счет рассмотрения природных активов: возможна корректировка не только ВВП, но и чистой добавленной стоимости и национального богатства.

### Истинные сбережения
Истинные сбережения (англ. genuine (domestic) savings) — это скорость накопления национальных сбережений после надлежащего учета истощения природных ресурсов и ущерба от загрязнения окружающей среды.
Показатель «истинных сбережений» был предложен Всемирным банком.
Концепция «истинных сбережений» тесно связана с попыткой нового подхода к измерению национального богатства стран. Всемирным банком рассчитаны величины природного, произведенного (физический или искусственный) и социального капиталов, а также их доля в совокупном национальном богатстве страны. Так, доля природного капитала в национальном богатстве в среднем для более чем 100 стран мира составляет 2-40 %, доля человеческого капитала — 40-80 %. Кроме того, в развитых странах доля природного капитала в национальном богатстве в среднем не превышает 10 %, в то время как доля человеческого капитала составляет более 70 %. Для многих стран с низкими доходами на душу населения удельный вес сельскохозяйственной компоненты в природном капитале составляет 80 %, в то время как в странах с высокими доходами этот показатель не превышает 40 %.

### Индикатор подлинного прогресса
Индикатор подлинного прогресса (англ. genuine progress indicator, GPI) — обобщенный показатель, заменяющий ВВП в качестве интегральной меры экономического прогресса. GPI, как и ВВП, имеет денежное выражение, но в отличие от ВВП, суммирующего свои составляющие, в основе GPI лежит идея разделения на категории выгод и издержек, а итоговый показатель определяется как разность между ними. GPI стал одной из немногих альтернатив ВВП, широко обсуждаемых в научном сообществе и применяемых правительствами и неправительственными организациями для более точной оценки устойчивого экономического благосостояния (Talberth и др. 2007). Динамика GPI в развитых странах в последние десятилетия является одним из главных аргументов, используемых сторонниками концепции «нерентабельного роста».

### Иные оценки
Индекс инклюзивного развития (IDI) — это ежегодный экономический индекс, представленный Всемирным экономическим форумом в рамках системной инициативы «Формирование будущего экономического прогресса» в 2017 году. IDI оценивает экономические показатели стран по трём направлениям: рост и развитие, инклюзивность и справедливость между поколениями и устойчивость. Эта инициатива направлена на информирование и обеспечение устойчивого и инклюзивного экономического прогресса посредством углубления государственно-частного сотрудничества посредством интеллектуального лидерства и анализа, стратегического диалога и конкретного сотрудничества, включая ускорение социального воздействия посредством корпоративных действий. В рейтинге IDI странам присваивается балл от 1 до 7. Чем выше инклюзивность, тем выше балл. Согласно рейтингу IDI за 2018 год, лидирует Норвегия с 6,08 балла, за ней следуют Исландия (6,07) и Люксембург (также 6,07). Есть оценка для России и ее регионов с 1998 года по 2018 год (Баринова, Земцов, 2019).

## Рейтинги устойчивого развития
По мере роста интереса инвесторов к принципам устойчивого развития возникла потребность в конкретных критериях оценки, то есть в разработке ESG-рейтинга. Рейтинг устойчивого развития (или ESG-рейтинг) это оценка того, в какой степени деятельность компании и её ключевые бизнес-решения ориентированы на устойчивое развитие в экологической, социальной и экономической сферах.
Глобальные ESG-рейтинги строят Sustainalytics, Investor's Business Daily, MSCI, Institutional Shareholder Services, S&P Global и другие.
С опорой на ту или иную систему ИУР в России начиная с 2010-х годов строятся различные ренкинги и рейтинги устойчивого развития (РУР или ESG-рейтинги) территорий (регионов) или компаний. Подобных рейтингов (и особенно — ренкингов) на сегодня существует довольно много — как международных, так и национальных.
| Название ренкинга / рейтинга                                                               | Объекты оценивания | Публикует / присваивает |
| ------------------------------------------------------------------------------------------ | ------------------ | --- |
| Рейтинг устойчивого развития компаний, работающих в российской Арктике («Полярный индекс») | Компании           | Экспертный центр Проектный офис развития Арктики «ПОРА», Кафедра Экономики природопользования Экономического факультета МГУ им. М. В. Ломоносова |
| ESG Рейтинг российских регионов                                                            | Регионы            | RAEX-Europe |
| Ренкинг устойчивого развития — 100                                                         | Компании           | Эксперт |
| Рейтинг устойчивого развития городов РФ                                                    | Города РФ          | SGM |

В России рейтинги устойчивого развития присваивают рейтинговые агентства «Эксперт РА», SGM, АКРА, Национальное рейтинговое агентство, RAEX и другие организации.
По данным аналитической платформы Infragreen, в 2022 году в России было выпущено 27 списочных ESG рейтингов (рэнкингов), в которые вошло более 500 компаний. 11 рейтинговых агентств и иных рейтингующих организаций разработали 27 методологий, которые могут быть использованы для оценки (рейтингования) шести видов облигаций, кредитов и производных финансовых инструментов. За 2018-22 годы рейтинговые агентства выдали 33 заключения для 25 эмитентов о соответствии 35 выпусков зелёных, социальных и переходных (адаптационных) облигаций, а также для зелёного кредита. Большинство таких заключений относится к зелёным облигациям. На конец 2022 года 39 объектов рейтингования получили 44 ESG рейтинга.